# Vendée (département)
Pour les articles homonymes, voir Vendée.
La Vendée (/vɑ̃.de/) est un département français traversé par la rivière éponyme, affluent de la Sèvre Niortaise. Il est situé dans la région des Pays de la Loire et dans la province historique du Poitou, le département correspondant à l'ancien Bas-Poitou. L'Institut national de la statistique et des études économiques (INSEE) et La Poste lui attribuent le code 85. Sa préfecture est La Roche-sur-Yon, ville la plus peuplée et principal centre urbain du département.

## Toponymie
Le nom du département —  et de la rivière éponyme, dont la forme originelle devait être « Vindeda » (la blanche) — est dérivé du gaulois (celtique) uindos signifiant « blanc », voire « heureux ». On le retrouve fréquemment en toponymie (Vendœuvres, Vendeuil, etc.) et dans le nom vandoise (anciennement vendoise), issu de vindesiā.

## Histoire

### Origines

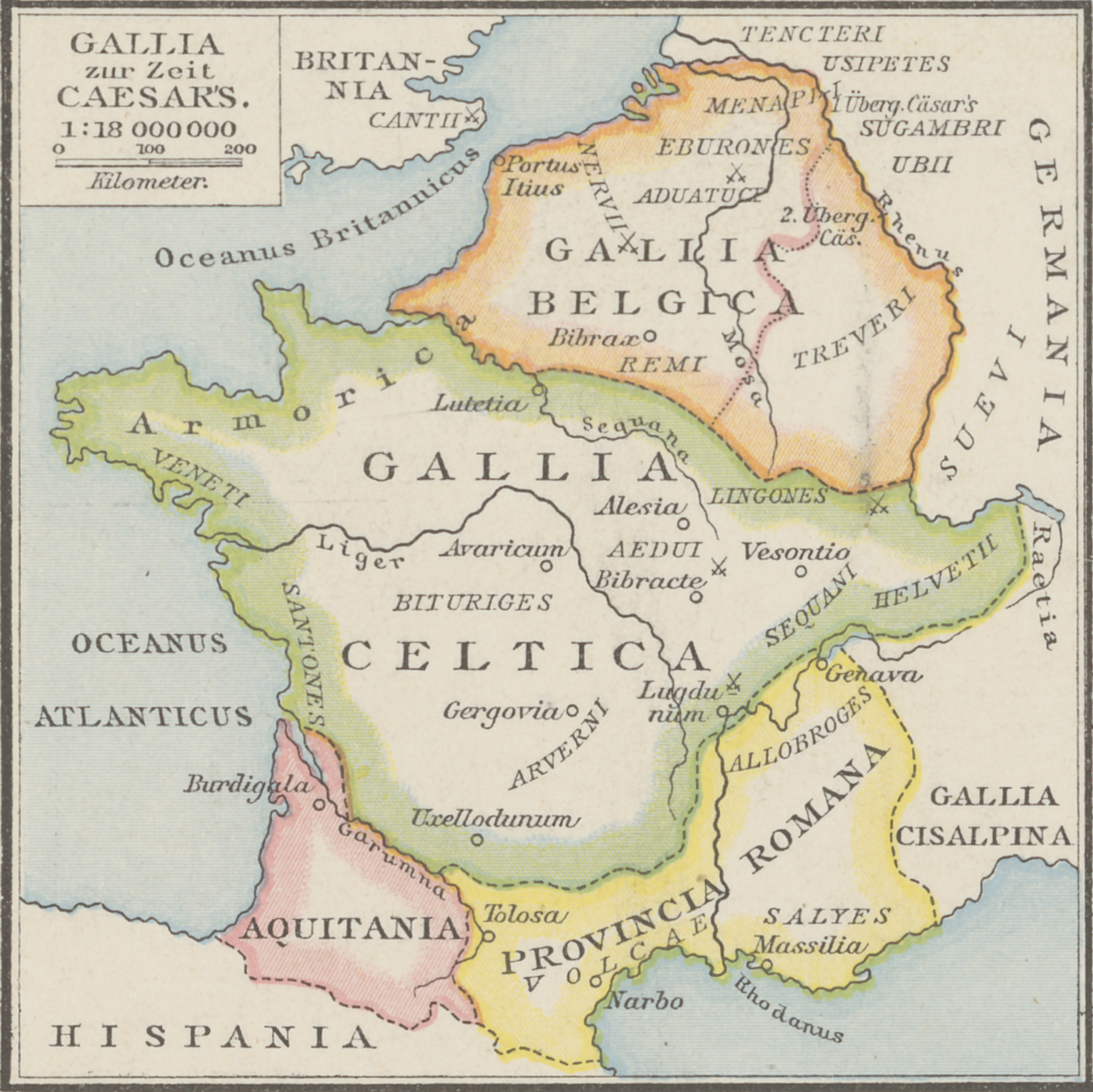
Carte de la Gaule selon Gustav Droysen d'après le témoignage de Jules César. La Gaule celtique est en vert.

Le territoire de la Vendée est probablement occupé dans l'Antiquité, d'une part, par le peuple gaulois des Ambilatres ou Ambiliates qui fait partie de la confédération armoricaine qui combat Jules César et, d'autre part, par des Pictons en son sud, faisant partie de la Gaule celtique. Il est rattaché au territoire des Pictons par Auguste après la conquête romaine en récompense de l'aide apportée aux romains par les Pictons lors de la guerre des Vénètes. 
La Cité des Pictons, dont le territoire connaît alors une importante expansion territoriale vers l'ouest (sur la Vendée, les Mauges et le pays de Retz), est intégré à la province romaine d'Aquitaine puis à l'Aquitaine seconde, une province romaine de l'Empire romain d'Occident créée à la fin du IIIe siècle sous le règne de Dioclétien. 
Ce territoire est ainsi devenu, il y a 2 000 ans, la partie occidentale du Poitou : le Bas-Poitou (partie maritime et armoricaine du Poitou), au sein du royaume d'Aquitaine puis du duché d'Aquitaine.
Au Ve siècle, la Gaule aquitaine passe entièrement sous le contrôle des Wisigoths du royaume de Toulouse, fédérés à l'Empire. Après la fin de l'Empire d'Occident (476), commence la conquête de la Gaule par les Francs saliens de la région de Tournai, dirigés par Clovis, de la dynastie des Mérovingiens. En 507, Clovis bat les Wisigoths à Vouillé et les contraint à se replier en Hispanie. L'Aquitaine entre dans le royaume des Francs.
Sous le règne de Charlemagne, le royaume d'Aquitaine est attribué à son fils Louis en 781. De 828 à 902, le comté de Poitiers est disputé entre les deux familles des Guilhelmides et des Ramnulfides. Ce sont finalement ces derniers qui parviennent à conserver le comté et le réunissent au duché d'Aquitaine. En 854, Ramnulf Ier de Poitiers est le premier à cumuler les deux titres. 
Aliénor d'Aquitaine, duchesse d’Aquitaine en 1137, séjourne souvent à l'abbaye de Nieul-sur-l'Autise  tandis que la légendaire fée Mélusine qui, selon un mythe local, a donné naissance à la maison de Lusignan (comtes du Poitou également ducs d'Aquitaine) aurait habité la forêt de Mervent-Vouvant. 
Toutefois en raison de la distance qui le sépare de Poitiers, de son littoral vulnérable aux attaques maritimes et de la forte influence de la ville de Nantes sur cet espace, ce territoire a longtemps été l'enjeu des ambitions territoriales opposées de l'Anjou, de la Bretagne et de l'Aquitaine.

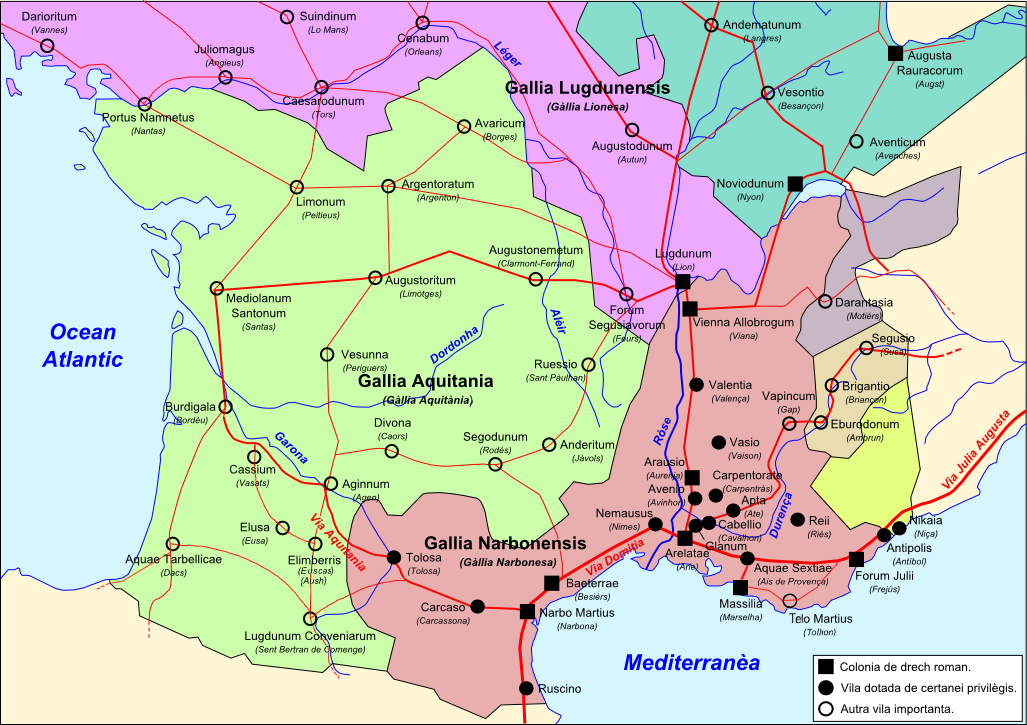
Gaule aquitaine vers 120

Au Haut Moyen Âge, afin de faire face aux raids vikings, très destructeurs dans la région, la majeure partie du territoire vendéen forme un comté indépendant du Poitou, l'Herbauges, qui inclut aussi le Pays de Retz et les Mauges. Après la destruction de ce comté par les Normands et un bref rattachement à la Bretagne d'Alain Barbetorte en 942, l'essentiel de ce territoire retomba sous domination poitevine au cours du siècle suivant.
Afin de mettre fin aux luttes incessantes entre les trois puissants voisins, une région de marches (Marches de Bretagne-Poitou) est créée au nord du Bas-Poitou permettant à ce territoire de bénéficier de nombreuses exemptions fiscales. Aussi, sous l'Ancien Régime, comme la Bretagne mais contrairement au reste du Poitou, le Bas-Poitou est exempté de gabelle.

La localisation de la Vendée, entre massif armoricain et bassin aquitain, a souvent placé ce territoire au cœur des grands affrontements historiques tels que la guerre de Cent Ans.

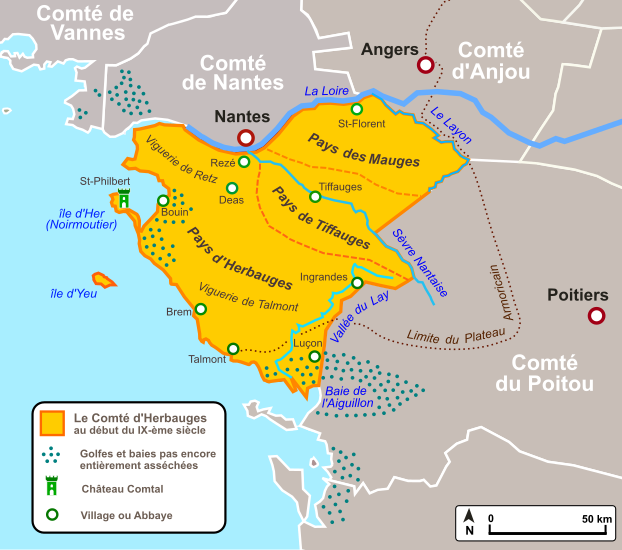
Le comté d'Herbauges au début du IXe siècle

Empire carolingien en 828

La Vendée est marquée par la Renaissance ainsi que par la Réforme comme en témoigne la présence de nombreux châteaux datant de cette période dans le département. Richelieu, évêque de Luçon évoque alors l'évêché « le plus crotté de France ». Du fait de sa situation intermédiaire entre la Bretagne, bastion de la ligue catholique et l'Aquitaine, centre du croissant Huguenot, le Bas-Poitou se trouve au cœur des conflits des guerres de Religion aux XVIe et XVIIe siècles. Cette caractéristique est renforcée par la proximité de la Rochelle et en raison d'une forte présence protestante dans le département, surtout dans sa moitié orientale. Une forte répression contraint les protestants à la conversion ou l'exil. Cette influence a souvent été sous-estimée par la suite puisque la Vendée a été en partie réévangélisée aux XVIIe siècle et XVIIIe siècle par des pères catholiques dont Louis-Marie Grignion de Montfort, enterré à Saint-Laurent-sur-Sèvre reste l'un des plus connus. La carte de la Vendée contre-révolutionnaire catholique recouvre en partie celle du Bas-Poitou huguenot.

#### Création du département

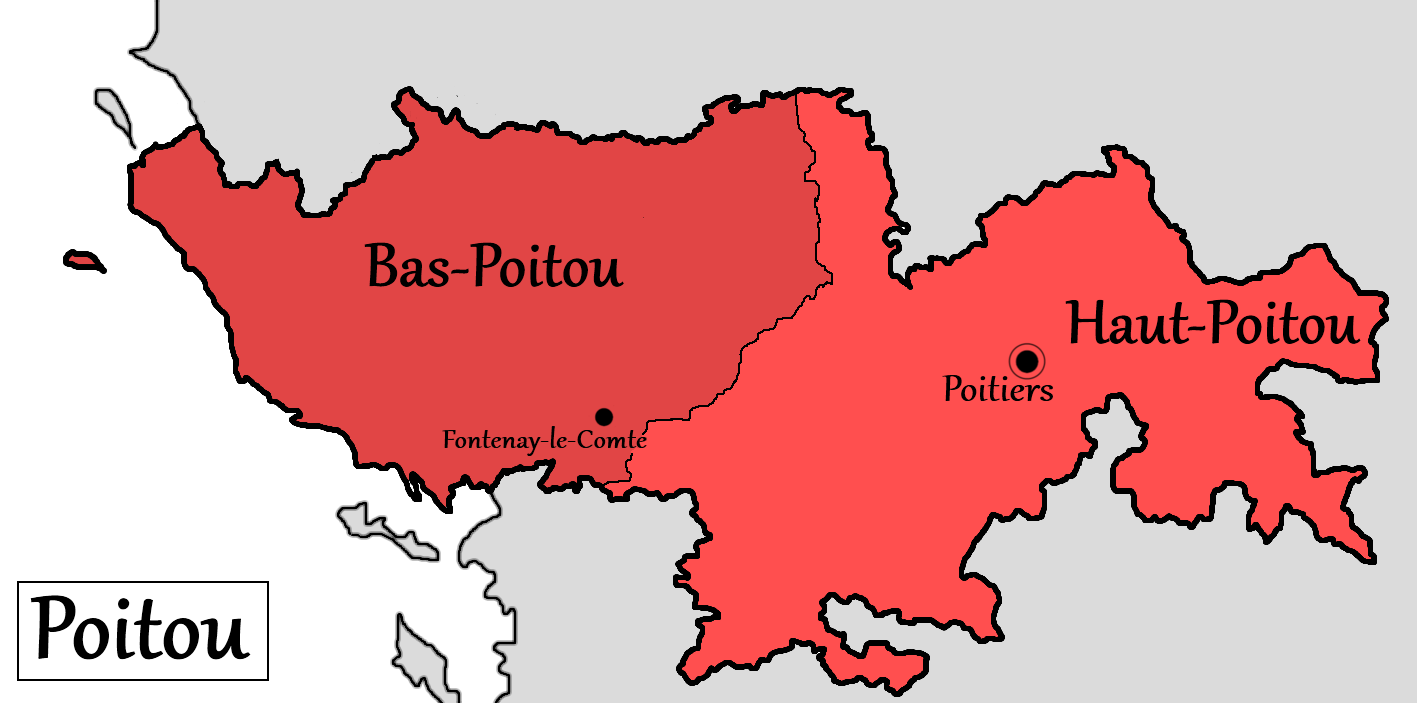
Situation du Bas-Poitou dans le Poitou.

Le département est créé au début de la Révolution française, le 4 mars 1790 en application de la loi du 22 décembre 1789, à partir d'une partie de la province du Poitou (Bas-Poitou), de l'île de Noirmoutier, de 16 communes des marches de Bretagne-Poitou et de l'évêché de Nantes moins la paroisse poitevine de Remouillé, rattachée au tout nouveau département de la Loire-Inférieure.
On pense tout d'abord à l'appeler « Les Deux Lays », associant le nom de deux rivières du département: le petit Lay et le grand Lay qui se rejoignent tous les deux dans la commune de Chantonnay. Le nom choisi est finalement celui de Vendée, reprenant le nom d'une rivière du sud du département (Fontenay-le-Comte, Mervent , etc.).

Carte du département de la Vendée en 1790.

En 1790, la Vendée porte le numéro postal 79, sur l'ensemble des 83 départements français. Ce numéro postal changera en n°85 lors de la première édition du Code officiel géographique établi à la date du 1er octobre 1943, publiée par la direction générale du Service national des statistiques (SNS) du ministère de l’Économie nationale et des Finances.
Le 7 novembre 1793, alors que la guerre de Vendée fait rage entre républicains et royalistes, la Convention décide de changer le nom du département en Vengé. En 1795, la Vendée retrouve son nom.
Son chef-lieu est d'abord fixé à Fontenay-le-Comte (devenue la capitale du Bas-Poitou en 1242, sous l'autorité d'Alphonse de Poitiers). En 1804, après les guerres de Vendée, Napoléon décide de le déplacer au centre du territoire : La Roche-sur-Yon.

#### Les guerres de Vendée

Carte des zones d'insurrection de la guerre de Vendée.

La Vendée est célèbre dans l'histoire de France pour les guerres de Vendée durant la Révolution. Elle voit en effet s'affronter paysans insurgés (les Blancs) et armées révolutionnaires (les Bleus) pendant plusieurs années, en un conflit qui est la cause de centaines de milliers de morts et qui marque durablement la mémoire vendéenne. Il faut toutefois dissocier pour partie le territoire de la Vendée militaire qui s'étend dans les bocages (massif armoricain) du sud de la Loire (sud de la Bretagne, sud de l'Anjou et un grand quart nord-ouest du Poitou avec Cholet pour épicentre), du département de la Vendée basé et conçu à partir du Bas-Poitou. Il faut aussi dissocier les Vendéens des Chouans, le territoire de la chouannerie se situant au nord de la Loire.

#### Histoire récente
La Vendée est marquée par la Première Guerre mondiale et connaît des pertes supérieures à la moyenne nationale. Georges Clemenceau, originaire de Mouilleron-en-Pareds a aussi vécu une partie de sa vie dans une longère vendéenne à Saint-Vincent-sur-Jard. Au cours de la Seconde Guerre mondiale, le général de Lattre de Tassigny, lui aussi originaire de Mouilleron-en-Pareds, s'illustre lors de la libération de la France.
L'historial de la Vendée, musée situé aux Lucs-sur-Boulogne, bourg qui est dévasté par les colonnes infernales du général Turreau sous la Terreur, a ouvert en juin 2006 ; il retrace l'histoire de la Vendée de la préhistoire à nos jours et accueille des expositions temporaires. Sur le même site, le mémorial de la Vendée rend hommage aux victimes des guerres de Vendée.

## La Roche-sur-Yon: «la ville de Napoléon»

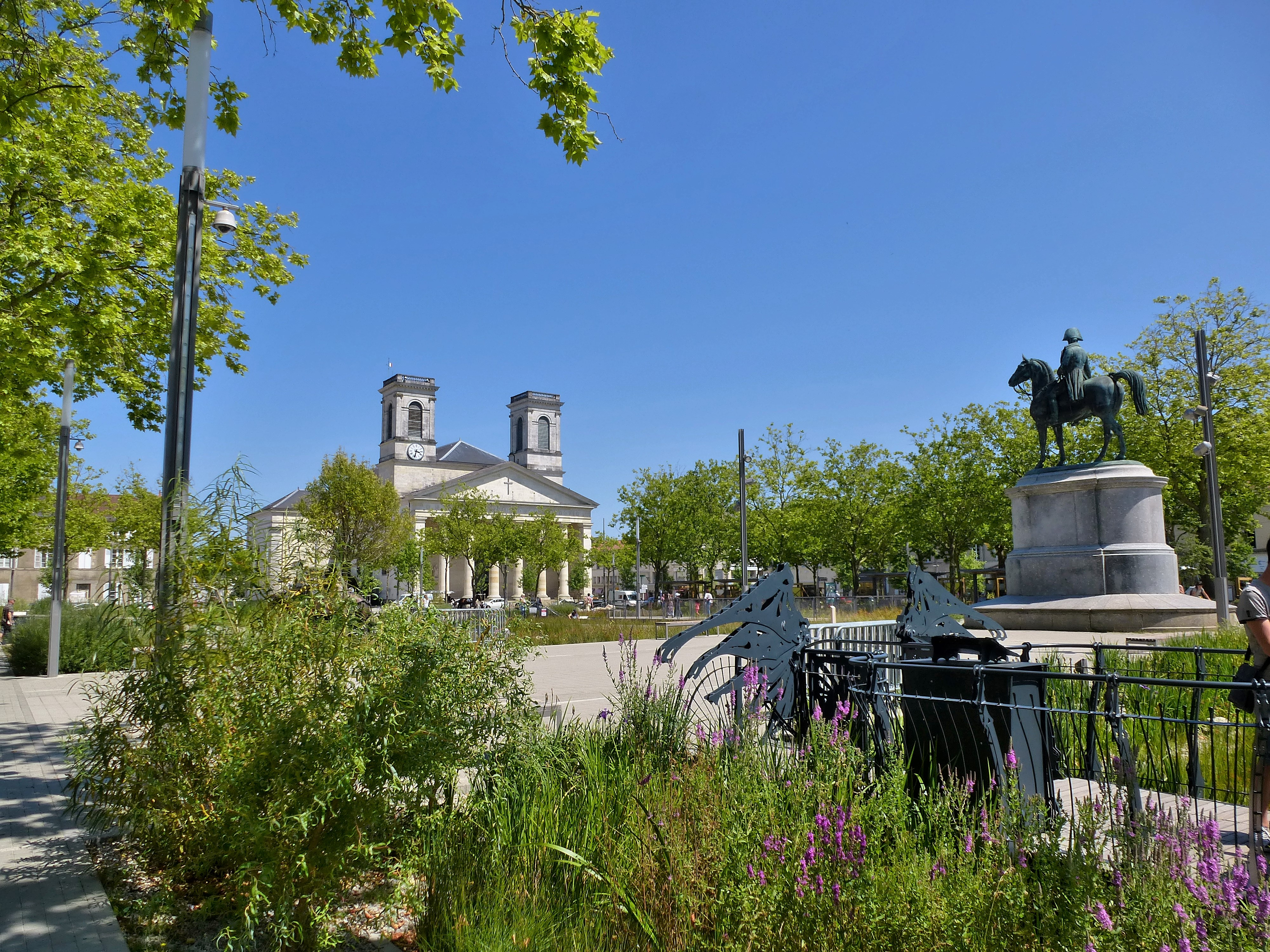
La statue de Napoléon et l'église Saint-Louis sur la place Napoléon à La Roche-sur-Yon.

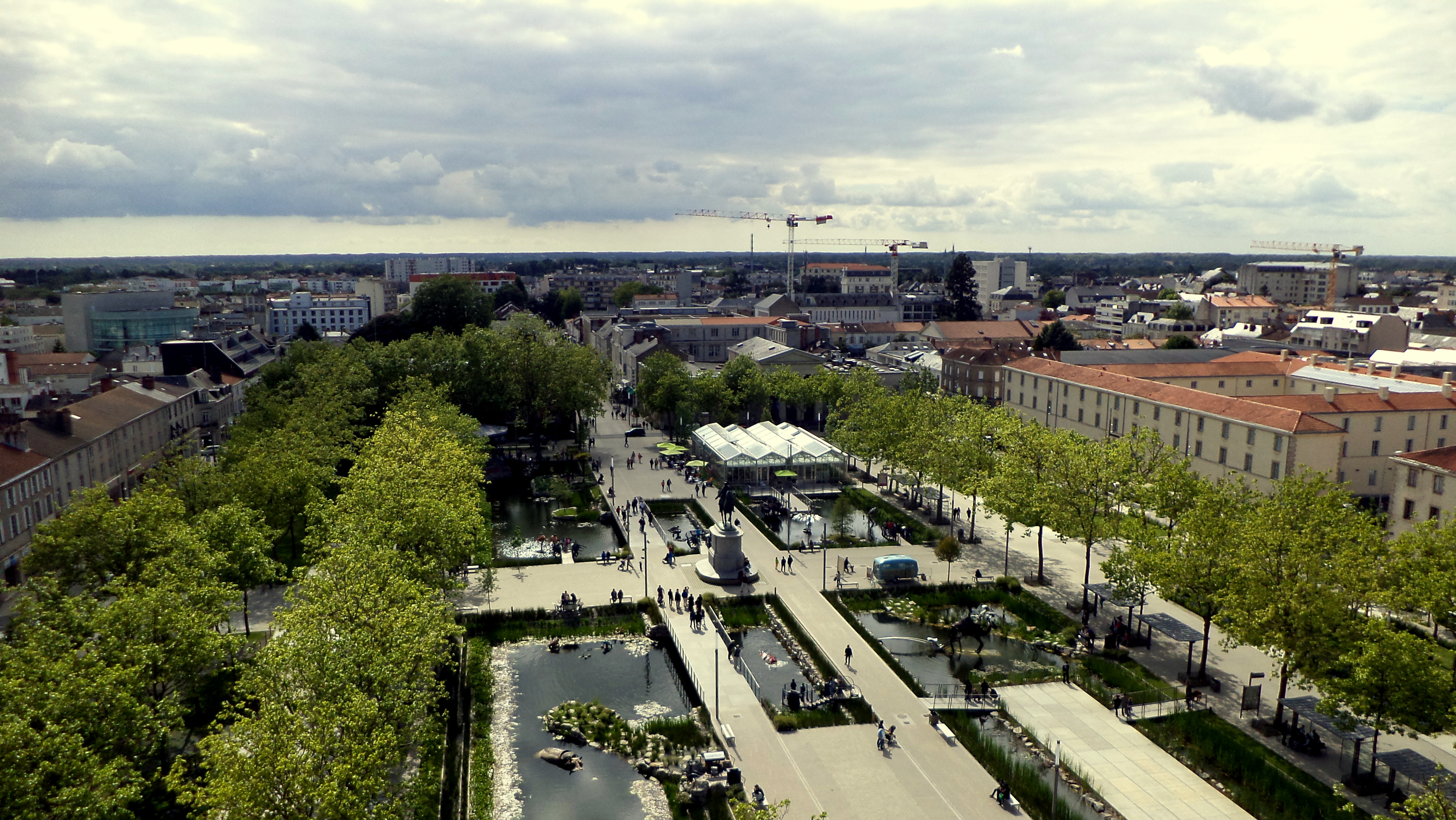
La place Napoléon, vue depuis l'église Saint-Louis.

Le décret impérial du 25 mai 1804 (5 prairial de l'an XII) pris par Napoléon Ier, alors premier consul de France, dispose le transfert de la préfecture de la Vendée de Fontenay-le-Comte à La Roche-sur-Yon. Il naît alors une ville moderne dessinée par les ingénieurs Cormier et Valot sous la forme d'un pentagone possédant un plan en damier organisé autour d'une vaste place civique.
Le 28 août 1804, elle prend le nom de "Napoléon" (au gré des changements politiques, elle change de nom huit fois en moins de 70 ans, s'appelant "Bourbon-Vendée" pendant la Restauration et "Napoléon-Vendée" sous le Second Empire).
Certains travaux sont finis après la chute du Premier Empire, comme l'église Saint-Louis, commandée en 1804 et terminée en 1829. La Roche-sur-Yon compte aujourd'hui encore plusieurs bâtiments de style néo-classique comme le théâtre municipal, l'église Saint-Louis ou bien l'ancien palais de justice.
La Roche-sur-Yon s'est développée petit à petit, jusqu'à atteindre les limites du territoire de la commune. Au XXIe siècle, c'est la ville la plus peuplée de Vendée et son principal centre urbain.

## Géographie

Carte générale de la Vendée.

### Situation
La Vendée fait actuellement partie de la région administrative des Pays de la Loire. Géographiquement, elle fait partie du Grand Ouest français. De plus, la Vendée appartient à la fois au massif Armoricain (bocage) et au bassin Aquitain (Plaine et Marais) ce qui annonce le Grand Sud-Ouest français immédiatement au sud de la Vendée, en Charente-Maritime.

Carte représentant les principales régions naturelles vendéennes : le littoral et les îles, le Marais breton-vendée, le Haut et le Bas-bocage, la Plaine vendéenne et le Marais poitevin.

Elle est limitrophe des départements de la Loire-Atlantique au nord, du Maine-et-Loire au nord-est, des Deux-Sèvres à l'est et de la Charente-Maritime au sud. Elle est bordée par l'océan Atlantique à l'ouest.
La Vendée est un département moyennement peuplé (105,1 hab./km2) mais avec une croissance démographique soutenue depuis la deuxième moitié du XXe siècle. Département multipolarisé, la Vendée possède de nombreuses villes dont La Roche-sur-Yon au centre (54 699 hab. mais compte près de 116 600 hab. dans l'aire urbaine en 2010).
En 2010, le département comptait 8 communes dépassant 10 000 habitants, 19 communes dépassant 5 000 habitants et 89 communes dépassant 2 000 habitants. Enfin, la répartition des populations n'est pas égale sur tout le territoire. Les villes du sud-est du département sont moins dynamiques démographiquement alors que les villes du nord et du littoral observent une forte croissance de leur population.

Paysages de la Vendée
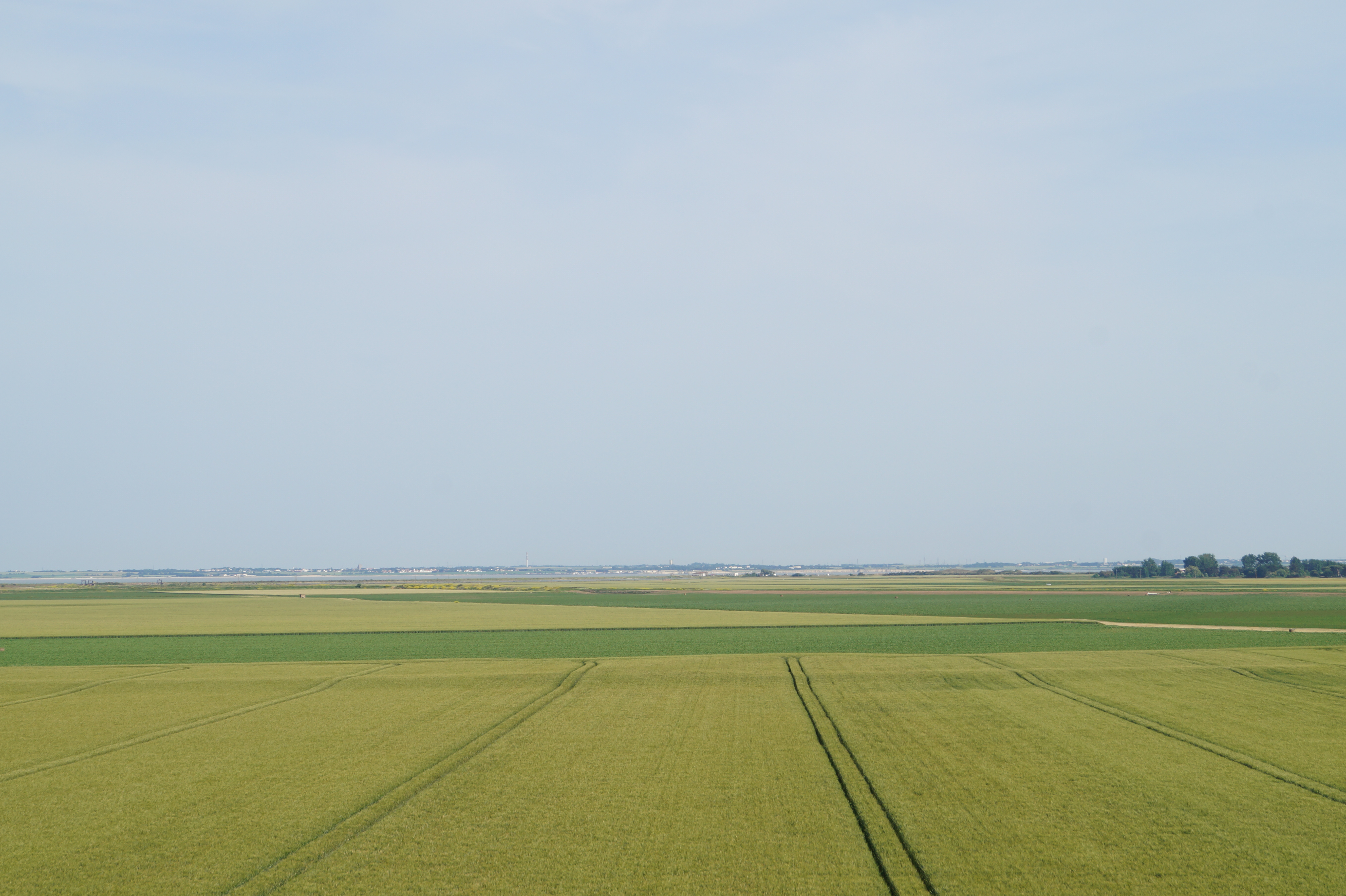
La baie de l'Aiguillon à Saint-Michel-en-l'Herm, au sud.
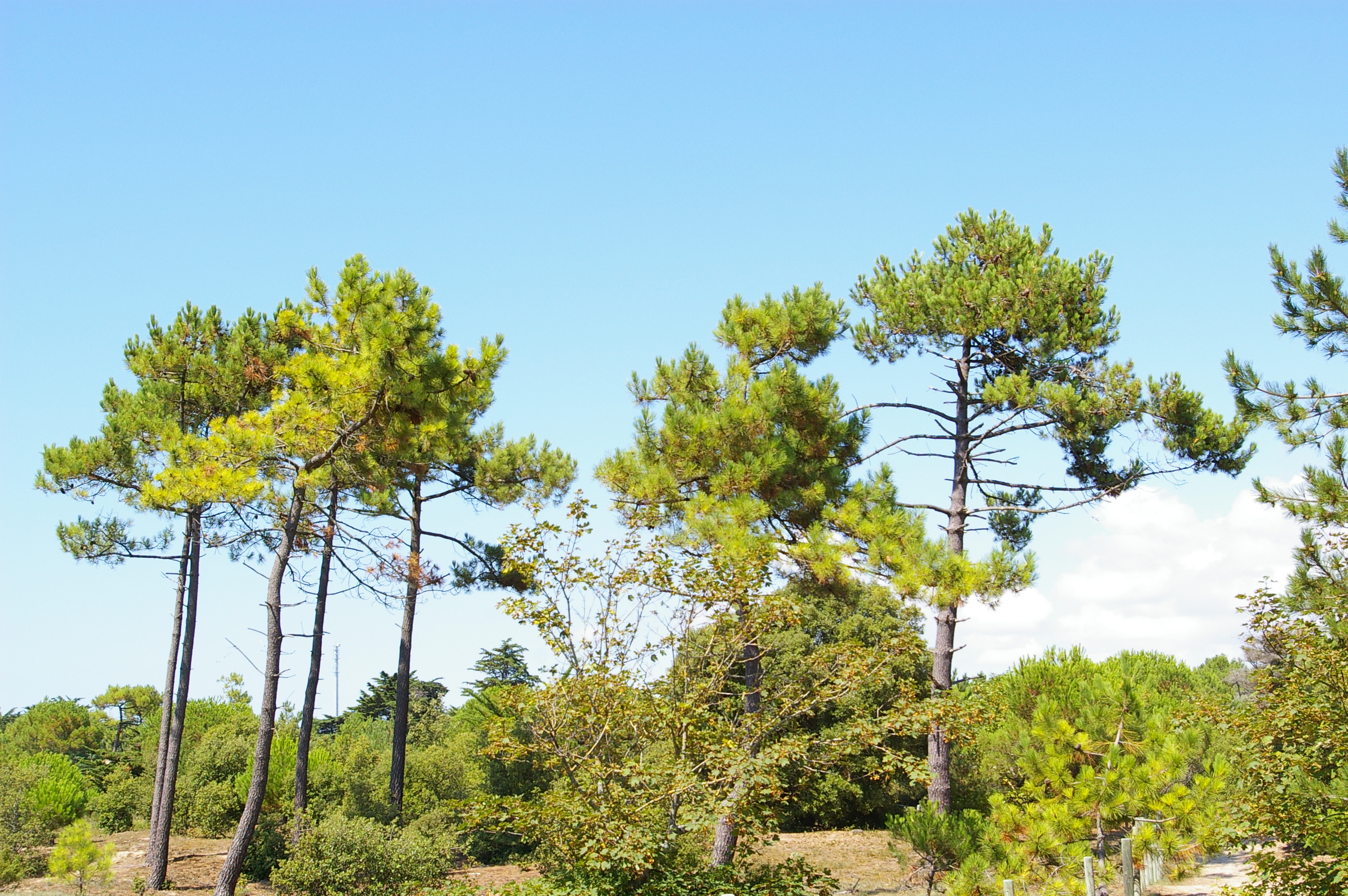
Forêt domaniale des Pays-de-Monts à Saint-Jean-de-Monts, au nord-ouest.
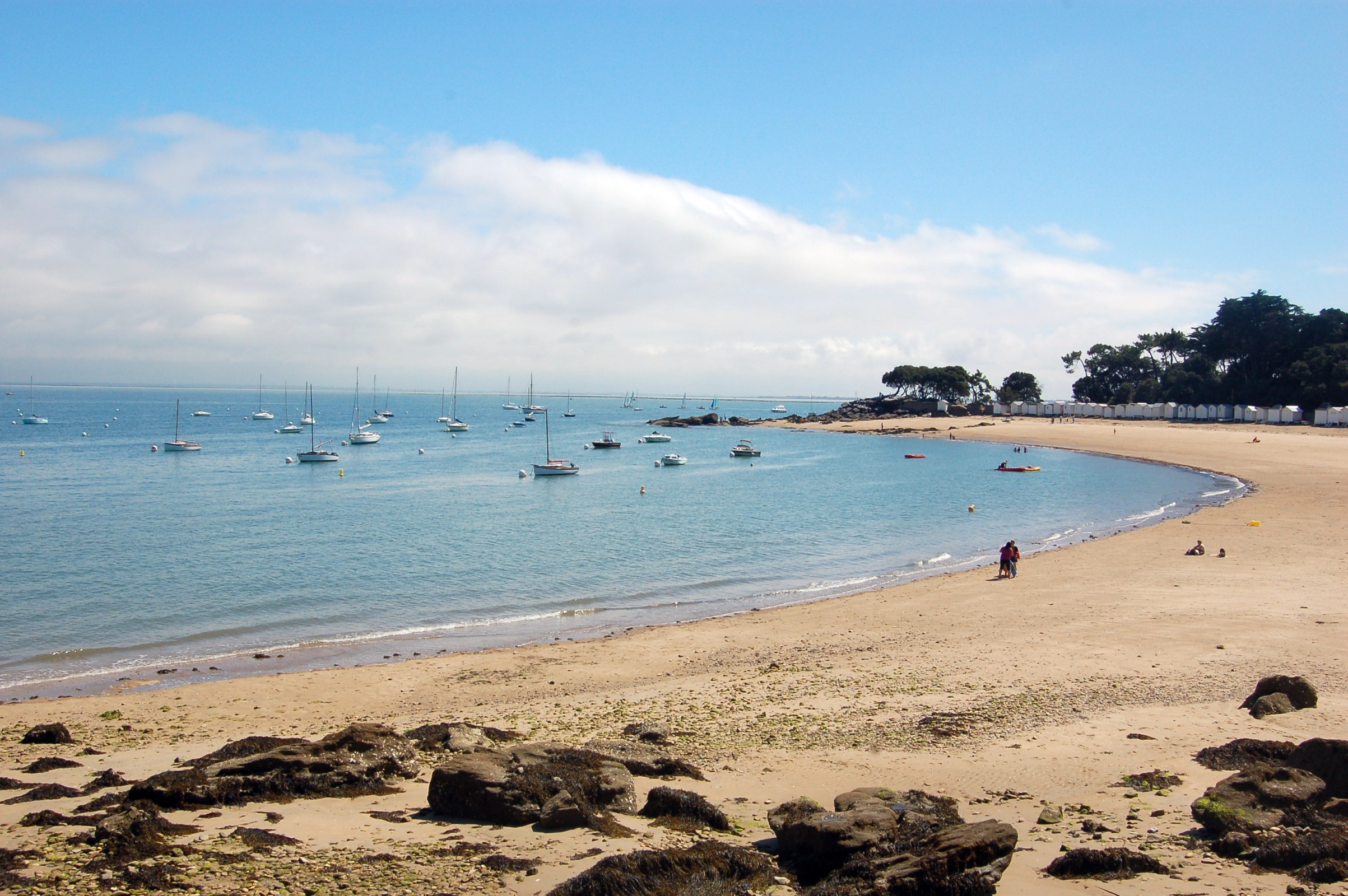
Noirmoutier-en-l'Île, à la pointe nord-ouest.
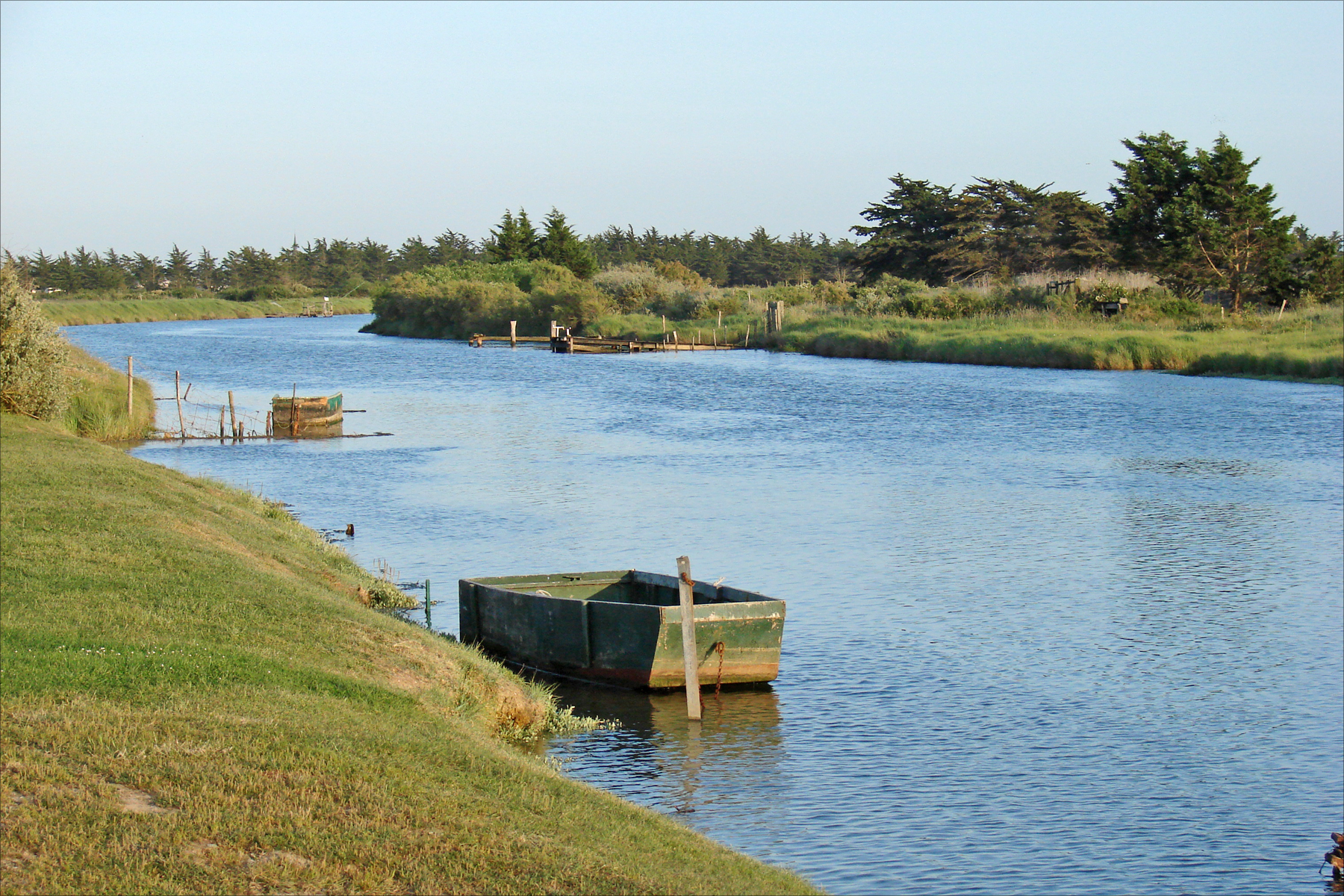
Le marais d'Olonne au centre-ouest.
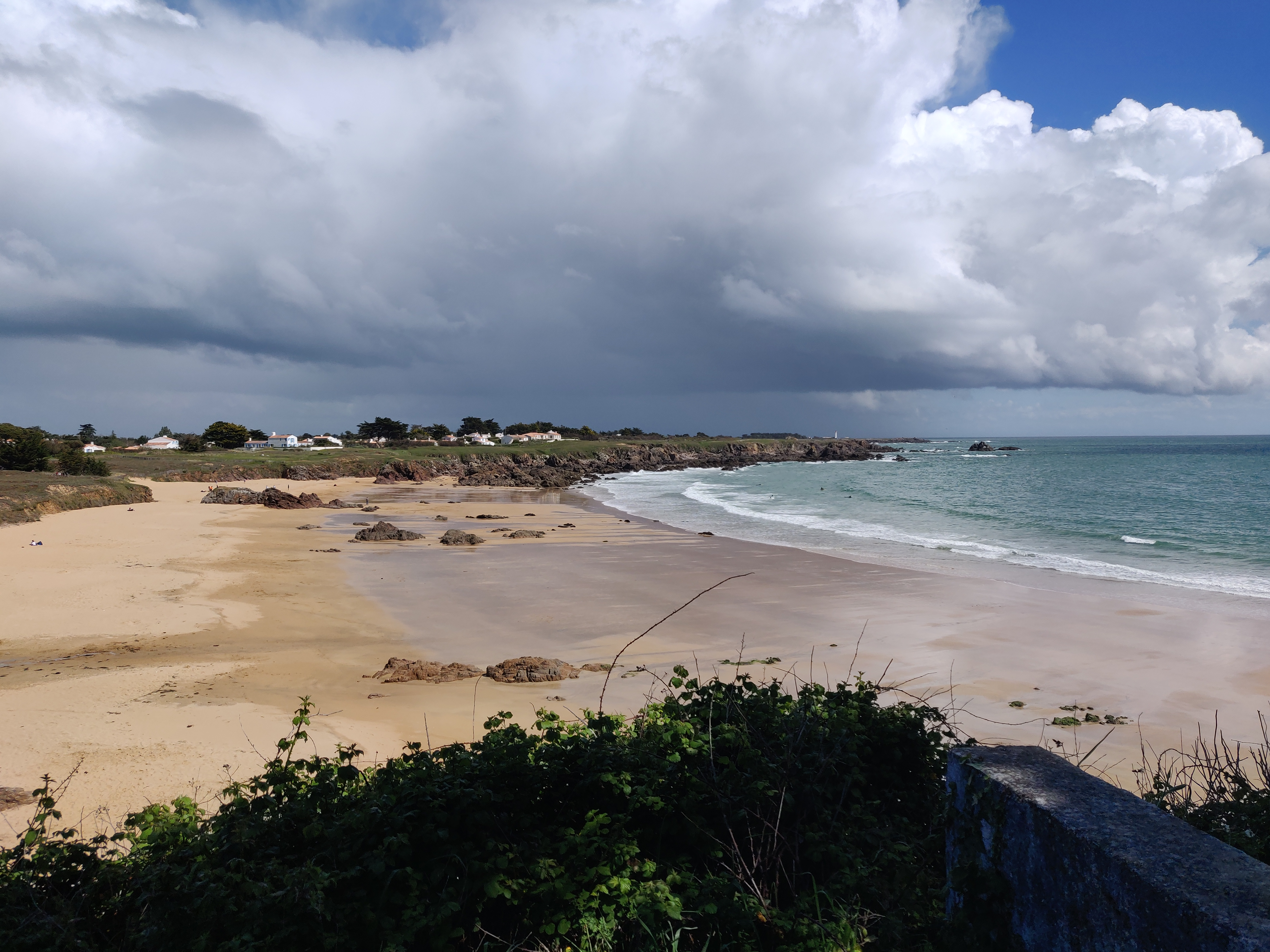
Plage des Vieilles sur l'île d'Yeu.

### Géologie

La Vendée s'apparente essentiellement à une partie du Massif armoricain située au sud de la Loire, longtemps séparée du Bassin aquitain par le Golfe des Pictons (actuel Marais Poitevin).

La Vendée est sur le plan géologique, un territoire de transition entre le Massif armoricain et le Bassin aquitain. La plus grande partie du département est constituée de roches du socle armoricain, reliques de la chaîne hercynienne, formant les anciennes montagnes du Massif vendéen caractérisées par une forte granitisation et un relèvement tectonique qui assurent à la Vendée intérieure le maintien d'un plateau à l'altitude moyenne proche de 60 m, atteignant 200 m dans les collines de Vendée. Au nord-ouest du département, des bassins sédimentaires se sont logés dans des cuvettes du socle hercynien (bassin de Challans qui est d'âges Crétacé supérieur et Tertiaire, bassin de Saint-Gervais d'âge lutétien). La bordure méridionale du département est constituée de dépôts sédimentaires de la grande transgression de la mer jurassique qui a isolé le Massif armoricain du Massif central par le détroit du Poitou. Ces terrains calcaires et marneux déposés par la mer correspondent à l'auréole la plus septentrionale du Bassin aquitain et forment un relief peu accentué, ne dépassant guère 25 m d'altitude, constituant la Plaine vendéenne et le bassin de Chantonnay,.

### Climat
Situé sur la côte atlantique française, le département bénéficie d'un climat océanique. La durée annuelle d'ensoleillement est d'environ 2 100 heures pour La Roche-sur-Yon et monte à 2 300 heures sur les côtes des Sables d’Olonne,. C'est pour cela aussi que la côte vendéenne est surnommée « la Côte de Lumière » du fait de son fort ensoleillement comparable à celui de la Charente-Maritime, de la Gironde ou des Pyrénées-Orientales. La Vendée est un des départements les plus ensoleillés de France au niveau de l'énergie reçue avec 1 268 kWh par m2 et par an.
Le tableau ci-dessous indique les moyennes relevées de 1971 à 2000 (de 1991 à 2000 pour l'ensoleillement et depuis 1984 pour les records) à la station « La Roche-sur-Yon - Les Ajoncs ».
| Mois                                  | jan.       | fév.       | mars       | avril     | mai       | juin      | jui.      | août      | sep.      | oct.      | nov.      | déc.      | année |
| ------------------------------------- | ---------- | ---------- | ---------- | --------- | --------- | --------- | --------- | --------- | --------- | --------- | --------- | --------- | ----- |
| Température minimale moyenne (°C)     | 2,4        | 2,5        | 3,5        | 5,1       | 8,8       | 11,3      | 13,5      | 13,1      | 11,1      | 8,5       | 4,8       | 3,2       | 7,4   |
| Température maximale moyenne (°C)     | 8,1        | 9,8        | 12,1       | 14,3      | 18,6      | 22        | 24,7      | 24,8      | 22        | 17,2      | 11,8      | 9,1       | 16,2  |
| Record de froid (°C) date du record   | −14,9 1985 | −15,4 1986 | −10,3 2005 | −4,1 1996 | −0,3 1995 | 2,8 2006  | 7,2 1996  | 5,1 1986  | 3 2002    | −4,5 1997 | −7,1 1988 | −9,5 1996 |       |
| Record de chaleur (°C) date du record | 15,6 2007  | 20,6 1998  | 24,1 2005  | 28,1 2005 | 30,7 2001 | 34,8 2001 | 36,6 2006 | 38,7 2003 | 33,7 2005 | 28,4 1997 | 19,7 1988 | 18,7 2000 |       |
| Ensoleillement (h)                    | 73         | 99         | 147        | 154       | 196       | 210       | 229       | 231       | 171       | 116       | 75        | 54        | 1 756 |
| Précipitations (mm)                   | 94,4       | 77,4       | 54,1       | 76,4      | 51,1      | 49        | 45,3      | 40        | 85,2      | 102,2     | 110,5     | 98,7      | 884,3 |
| Nombre de jours avec précipitations   | 12         | 11         | 10         | 10        | 11        | 8         | 7         | 6         | 9         | 12        | 12        | 14        | 122   |

Les records de température maximale et minimale à La Roche-sur-Yon sont respectivement de 38,7 °C le 9 août 2003 durant la canicule européenne de 2003 et de −15,4 °C le 10 février 1986. Des vents à 140 km/h pendant le passage de la tempête Martin le 27 décembre 1999, 64,8 mm de précipitations sont tombés dans la seule journée du 6 juillet 2001 et 70 mm sont tombés en 1 h le 31 mai 2008 à La Roche-sur-Yon.
La Roche-sur-Yon connaît 143 jours avec faible ensoleillement et 57 jours avec fort ensoleillement.

### Démographie
En 2022, le département comptait 706 343 habitants, en évolution de +5,33 % par rapport à 2016 (France hors Mayotte : +2,11 %).
| 1791 | 1801    | 1806    | 1821    | 1826    | 1831    | 1836    | 1841    | 1846    |
| ---- | ------- | ------- | ------- | ------- | ------- | ------- | ------- | ------- |
| -    | 243 426 | 268 444 | 316 587 | 322 696 | 330 350 | 341 312 | 356 453 | 376 184 |

| 1851    | 1856    | 1861    | 1866    | 1872    | 1876    | 1881    | 1886    | 1891    |
| ------- | ------- | ------- | ------- | ------- | ------- | ------- | ------- | ------- |
| 383 734 | 389 683 | 395 695 | 404 473 | 401 446 | 411 781 | 421 642 | 434 808 | 442 355 |

| 1896    | 1901    | 1906    | 1911    | 1921    | 1926    | 1931    | 1936    | 1946    |
| ------- | ------- | ------- | ------- | ------- | ------- | ------- | ------- | ------- |
| 441 735 | 441 311 | 442 777 | 438 520 | 397 292 | 395 602 | 390 396 | 389 211 | 393 787 |

| 1954    | 1962    | 1968    | 1975    | 1982    | 1990    | 1999    | 2006    | 2011    |
| ------- | ------- | ------- | ------- | ------- | ------- | ------- | ------- | ------- |
| 395 641 | 408 928 | 421 250 | 450 641 | 483 027 | 509 356 | 539 664 | 597 185 | 641 657 |

| 2016    | 2021    | 2022    | - | - | - | - | - | - |
| ------- | ------- | ------- | - | - | - | - | - | - |
| 670 597 | 699 459 | 706 343 | - | - | - | - | - | - |

### Communes les plus peuplées
| Nom                       | Code Insee | Intercommunalité                                   | Superficie (km2) | Population (dernière pop. légale) | Densité (hab./km2) | Modifier                                    |
| ------------------------- | ---------- | -------------------------------------------------- | ---------------- | --------------------------------- | ------------------ | ------------------------------------------- |
| La Roche-sur-Yon          | 85191      | CA La Roche-sur-Yon - Agglomération                | 87,52            | 54 699 (2022)                     | 625                | modifier les données · modifier les données |
| Les Sables-d'Olonne       | 85194      | CA Les Sables-d'Olonne-Agglomération               | 85,66            | 48 740 (2022)                     | 569                | modifier les données · modifier les données |
| Challans                  | 85047      | CC Challans-Gois-Communauté                        | 64,84            | 22 890 (2022)                     | 353                | modifier les données · modifier les données |
| Montaigu-Vendée           | 85146      | CA Terres de Montaigu, communauté d'agglomération  | 116,65           | 20 754 (2022)                     | 178                | modifier les données · modifier les données |
| Les Herbiers              | 85109      | CC du Pays des Herbiers                            | 88,78            | 16 589 (2022)                     | 187                | modifier les données · modifier les données |
| Fontenay-le-Comte         | 85092      | CC Pays-de-Fontenay-Vendée                         | 34,05            | 13 806 (2022)                     | 405                | modifier les données · modifier les données |
| Saint-Hilaire-de-Riez     | 85226      | CA Pays de Saint-Gilles-Croix-de-Vie Agglomération | 48,85            | 12 923 (2022)                     | 265                | modifier les données · modifier les données |
| Aizenay                   | 85003      | CC de Vie-et-Boulogne                              | 81,06            | 10 218 (2022)                     | 126                | modifier les données · modifier les données |
| Luçon                     | 85128      | CC Sud-Vendée-Littoral                             | 31,52            | 9 450 (2022)                      | 300                | modifier les données · modifier les données |
| Saint-Jean-de-Monts       | 85234      | CC Océan-Marais-de-Monts                           | 61,72            | 8 809 (2022)                      | 143                | modifier les données · modifier les données |
| Le Poiré-sur-Vie          | 85178      | CC de Vie-et-Boulogne                              | 71,90            | 8 637 (2022)                      | 120                | modifier les données · modifier les données |
| Chantonnay                | 85051      | CC du Pays-de-Chantonnay                           | 82,91            | 8 518 (2022)                      | 103                | modifier les données · modifier les données |
| Talmont-Saint-Hilaire     | 85288      | CC Vendée-Grand-Littoral                           | 89,53            | 8 327 (2022)                      | 93                 | modifier les données · modifier les données |
| Saint-Gilles-Croix-de-Vie | 85222      | CA Pays de Saint-Gilles-Croix-de-Vie Agglomération | 10,25            | 8 140 (2022)                      | 794                | modifier les données · modifier les données |
| Aubigny-Les Clouzeaux     | 85008      | CA La Roche-sur-Yon - Agglomération                | 52,28            | 7 129 (2022)                      | 136                | modifier les données · modifier les données |

| \| Localisation de la Vendée en France \| GOLFE DE · GASCOGNE Loire-Atlantique Maine-et-Loire Deux-Sèvres Île de Noirmoutier Île d'Yeu La Roche-sur-Yon Challans Les Herbiers Les Sables- · d'Olonne Fontenay-le-Comte Saint-Hilaire- · de-Riez Luçon Aizenay Chantonnay Saint-Jean- · de-Monts Le Poiré-sur-Vie Saint-Gilles- · Croix-de-Vie Talmont-Saint-Hilaire Mortagne-sur-Sèvre Pouzauges Essarts-en-Bocage Montaigu-Vendée La Ferrière Chanverrie |
| Localisation de la Vendée en France |

| Localisation de la Vendée en France |

### Voies de communication et transport

#### Routes
La Vendée est traversée par deux autoroutes :
- l'autoroute A83, Nantes-Niort (dite « la Vendéenne ») passe à proximité de Montaigu, La Roche-sur-Yon, Fontenay-le-Comte (rejoint l'autoroute A10 (Bordeaux-Paris) vers le sud ou bien Poitiers, Tours et Paris vers le nord) ;
- l'autoroute A87 (Angers-La Roche-sur-Yon) passe à proximité des Herbiers.

Le projet de l'autoroute A831 devant relier Rochefort à Fontenay-le-Comte (lien entre l'autoroute A83 et l'autoroute A837), déclaré d'utilité publique en 2005, a été abandonné en 2015 en raison de sa traversée du marais poitevin et du marais de Rochefort, deux grandes zones humides dont la dégradation générait une vive opposition.
Les nombreuses voies express où la vitesse est limitée à 110 km/h :
- de La Roche-sur-Yon à Montaigu, prolongée par l'A83 vers Nantes ;
- de La Roche-sur-Yon à Challans mise en service en novembre 2023[25] ;
- de La Roche-sur-Yon à Bournezeau qui rejoint l'A83 en direction de Niort et l'A87 en direction d'Angers ;
- de Challans jusqu'à la limite de la Loire-Atlantique en direction de Nantes.
- un projet de Challans aux Sables-d'Olonne puis Luçon.

#### Voies ferrées
Le département est traversé par la ligne Nantes - Bordeaux, axe important à double voie jusqu’à La Roche-sur-Yon. À voie unique sur 103 km de La Roche-sur-Yon à La Rochelle avec des zones de croisement en gare à Luçon et Marans. Les travaux auront duré 18 mois et la voie sera rouverte le 31 juillet 2021. Parcourable à 140 km/h et électrifié de Nantes à La Roche-sur-Yon. Cet axe est parcouru par des TGV reliant Paris aux Sables-d'Olonne, des trains Intercités reliant Nantes à Bordeaux et par des trains régionaux (TER) reliant Nantes aux Sables-d'Olonne et plus rarement à Luçon et La Rochelle.

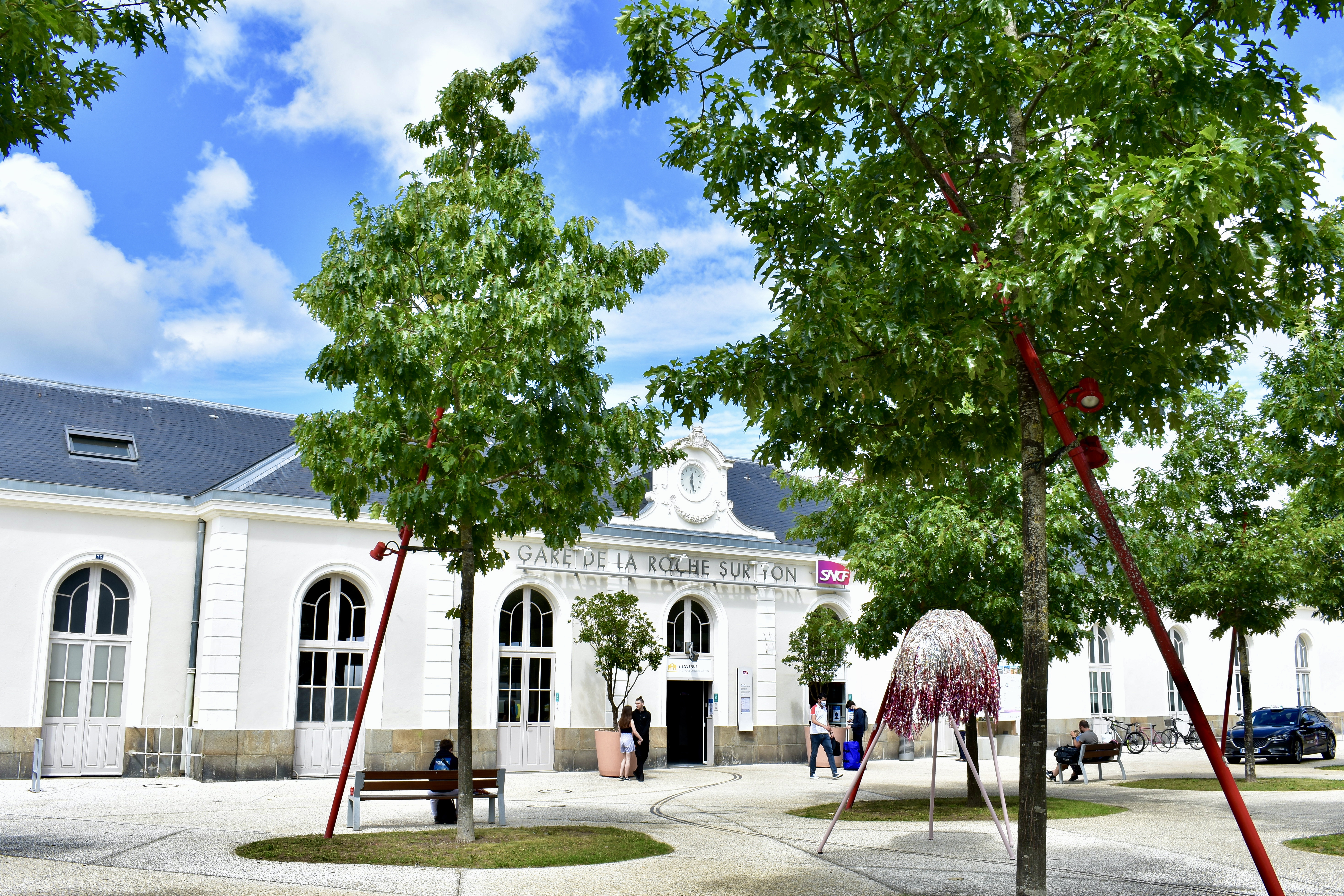
Gare de La Roche-sur-Yon.

Les TGV circulant entre Paris et Les Sables-d'Olonne desservent au passage La Roche-sur-Yon, sans rupture de charge à Nantes, depuis décembre 2008.
Le département est également traversé par la ligne Les Sables-d'Olonne - La Roche-sur-Yon - Bressuire - Saumur, à voie unique et parcourable à 100 km/h par quelques TER.
La ligne de Nantes à Saint-Gilles-Croix-de-Vie, à voie unique, parcourable jusqu'à 100 km/h pour la partie située dans le département, permet au nord-ouest de la Vendée de rejoindre directement Nantes grâce à plusieurs allers-retours TER par jour.
Enfin, la ligne de Clisson à Cholet, également à voie unique et parcourable à 100 km/h, se branche à Clisson sur la ligne Nantes - Bordeaux et dessert quelques localités du nord de la Vendée, offrant quelques allers-retours directs pour Nantes en TER.
Le département compte aussi la ligne Cholet - Les Herbiers, à voie unique et vendue au département de la Vendée. Elle est exploitée en train touristique par le chemin de fer de la Vendée, sur la section de Mortagne-sur-Sèvre aux Herbiers.
La ligne Niort - Fontenay-le-Comte parcourt le sud du département, mais n'est plus exploitée. À voie unique, elle est ouverte au trafic fret jusqu'en 2012.

#### Aérodromes
- La Roche-sur-Yon - Les Ajoncs ;
- Les Sables-d'Olonne-Talmont ;
- Fontenay-le-Comte ;
- Île-d'Yeu ;
- Montaigu-Saint-Georges ;
- Luçon-Chasnais.

#### Réseaux informatiques
La Vendée est devenue en 2005 le premier département français entièrement couvert par l'internet à haut-débit afin d'attirer des entreprises du tertiaire, domaine où la Vendée était en retard. Néanmoins, des zones dites « blanches » sont à relever aux alentours de Saint-Michel-en-l'Herm et de La Tranche-sur-Mer ainsi qu'au Moulin aux draps[Où ?].

### Urbanisme
La Vendée accueille près de cinq millions de touristes chaque année, ce qui en fait le premier département touristique de la façade atlantique et le deuxième de France. Initialement plutôt orienté vers un tourisme dit populaire, campings, colonies de vacances, meublés modestes, elle est devenue la destination des résidences secondaires et d'amoureux de la voile. Plusieurs stations balnéaires offrent un vaste panel de loisirs[réf. nécessaire].
Il s'agit du département français qui compte le plus de propriétaires occupant leur logement.
Selon le recensement général de la population du 1er janvier 2008 : 27,7 % des logements disponibles dans le département étaient des résidences secondaires. Ce tableau indique les principales communes de la Vendée dont les résidences secondaires et occasionnelles dépassent 10 % des logements totaux en 2008:
| Commune                   | Population SDC | Nombre de logements | Résidences secondaires | % résidences secondaires |
| ------------------------- | -------------- | ------------------- | ---------------------- | ------------------------ |
| La Tranche-sur-Mer        | 2 702          | 10 188              | 8 794                  | 86,32 %                  |
| La Faute-sur-Mer          | 1 001          | 3 775               | 3 251                  | 86,12 %                  |
| Brétignolles-sur-Mer      | 3 900          | 7 695               | 5 767                  | 74,94 %                  |
| Saint-Jean-de-Monts       | 7 882          | 16 660              | 12 426                 | 74,59 %                  |
| La Guérinière             | 1 506          | 2 762               | 2 035                  | 73,70 %                  |
| Notre-Dame-de-Monts       | 1 841          | 3 184               | 2 291                  | 71,95 %                  |
| Barbâtre                  | 1 779          | 3 161               | 2 262                  | 71,56 %                  |
| Saint-Vincent-sur-Jard    | 1 203          | 2 058               | 1 458                  | 70,86 %                  |
| Longeville-sur-Mer        | 2 328          | 3 573               | 2 414                  | 67,56 %                  |
| Jard-sur-Mer              | 2 493          | 4 103               | 2 767                  | 67,42 %                  |
| Saint-Hilaire-de-Riez     | 10 432         | 15 785              | 10 632                 | 67,36 %                  |
| La Barre-de-Monts         | 2 134          | 3 123               | 2 006                  | 64,24 %                  |
| Noirmoutier-en-l'Île      | 4 756          | 7 000               | 4 481                  | 62,02 %                  |
| L'Épine                   | 1 709          | 2 051               | 1 212                  | 59,09 %                  |
| Grues                     | 781            | 990                 | 575                    | 58,05 %                  |
| L'Île-d'Yeu               | 4 807          | 5 505               | 3 173                  | 57,63 %                  |
| Les Sables-d'Olonne       | 15 027         | 19 860              | 10 989                 | 55,33 %                  |
| Saint-Gilles-Croix-de-Vie | 7 245          | 8 023               | 3 890                  | 48,49 %                  |
| L'Aiguillon-sur-Mer       | 2 303          | 2 376               | 1 145                  | 48,19 %                  |
| Talmont-Saint-Hilaire     | 6 764          | 5 705               | 2 685                  | 47,07 %                  |
| Brem-sur-Mer              | 2 539          | 2 055               | 873                    | 42,48 %                  |
| Landevieille              | 1 143          | 909                 | 346                    | 38,09 %                  |
| Angles                    | 2 212          | 1 815               | 689                    | 37,95 %                  |
| Le Bernard                | 925            | 660                 | 237                    | 35,84 %                  |
| L'Aiguillon-sur-Vie       | 1 595          | 1 141               | 404                    | 35,42 %                  |
| Avrillé                   | 1 149          | 843                 | 275                    | 32,60 %                  |
| Le Fenouiller             | 4 241          | 2 638               | 832                    | 31,53 %                  |
| Château-d'Olonne          | 13 242         | 9 581               | 2 917                  | 30,45 %                  |
| Saint-Michel-en-l'Herm    | 2 072          | 1 487               | 404                    | 27,14 %                  |
| Le Perrier                | 1 822          | 1 031               | 241                    | 23,39 %                  |
| Bouin                     | 2 196          | 1 275               | 276                    | 21,65 %                  |
| Beauvoir-sur-Mer          | 3 725          | 2 046               | 286                    | 13,98 %                  |
| Coëx                      | 2 969          | 1 510               | 211                    | 13,98 %                  |
| Olonne-sur-Mer            | 13 025         | 6 660               | 819                    | 12,29 %                  |
| Soullans                  | 3 981          | 1 959               | 216                    | 11,03 %                  |

## Économie
La Vendée compte 211 312 personnes actives[Quand ?]. Bien que la majorité travaillent dans le secteur tertiaire, l'agriculture représente encore une part importante de l'économie.

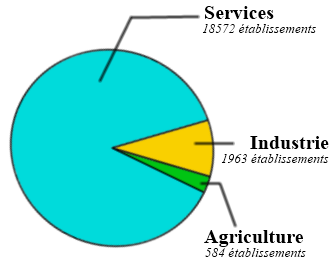
Part des établissements dans les secteurs d'activité.

En 1999, la répartition des actifs par secteur économique (source Insee) est de :
- 8,4 % pour le secteur primaire (agriculture) ;
- 33,1 % pour le secteur secondaire (industrie et construction) ;
- 8,5 % pour le secteur tertiaire (services et commerces).

Au deuxième trimestre 2017, le taux de chômage est de 7,2 % (Pays de la Loire 7,9 %, France 9,2 %)
En 2004, le chiffre d'affaires des entreprises vendéennes a progressé de 7,9 % pour atteindre 23,857 milliards d'euros. Dans un même temps, les investissements des entreprises vendéennes ont augmenté de 8,2 %, atteignant 1 230 millions d'euros. (Source : conseil général de la Vendée)

### Tourisme
Le tourisme s'est développé principalement sur la côte mais également dans le Bocage (Cinéscénie et Grand Parc du Puy du Fou) et dans le Sud-Vendée (Venise verte) ou encore sur la ville de La Roche-sur-Yon et sa place Napoléon où l'on peut animer les animaux de la place, un bestiaire mécanique imaginé par François Delarozière de la compagnie La Machine. Notons aussi le musée de l'Historial de Vendée qui permet de découvrir l'histoire du département en quelques heures.

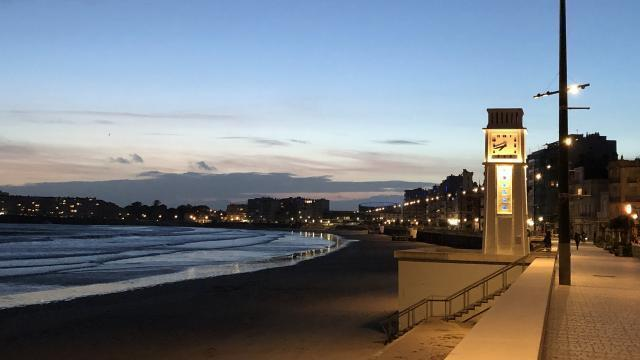
Remblai des Sables-d'Olonne de nuit.
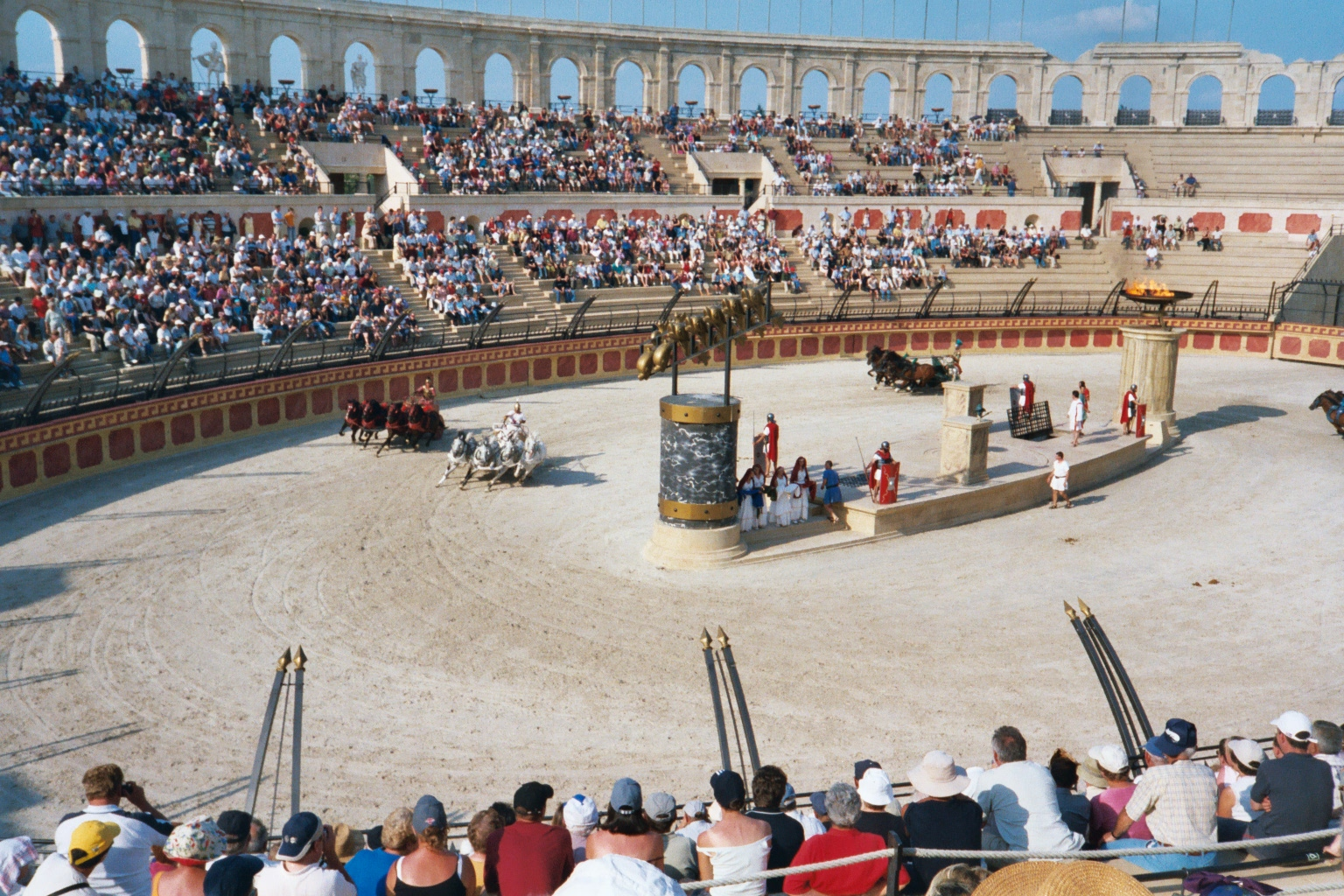
Le Puy du Fou.
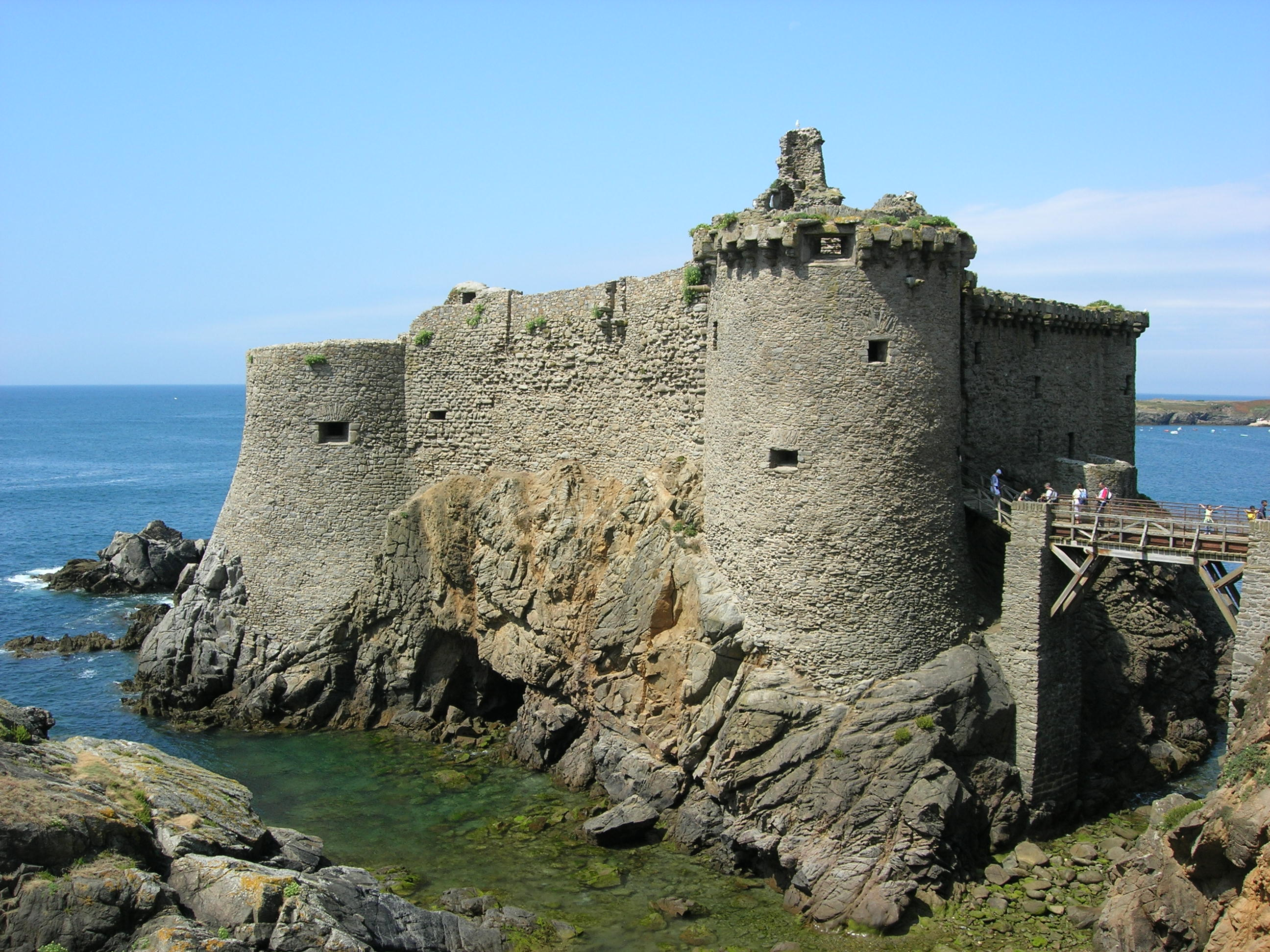
Château de l'île d'Yeu.
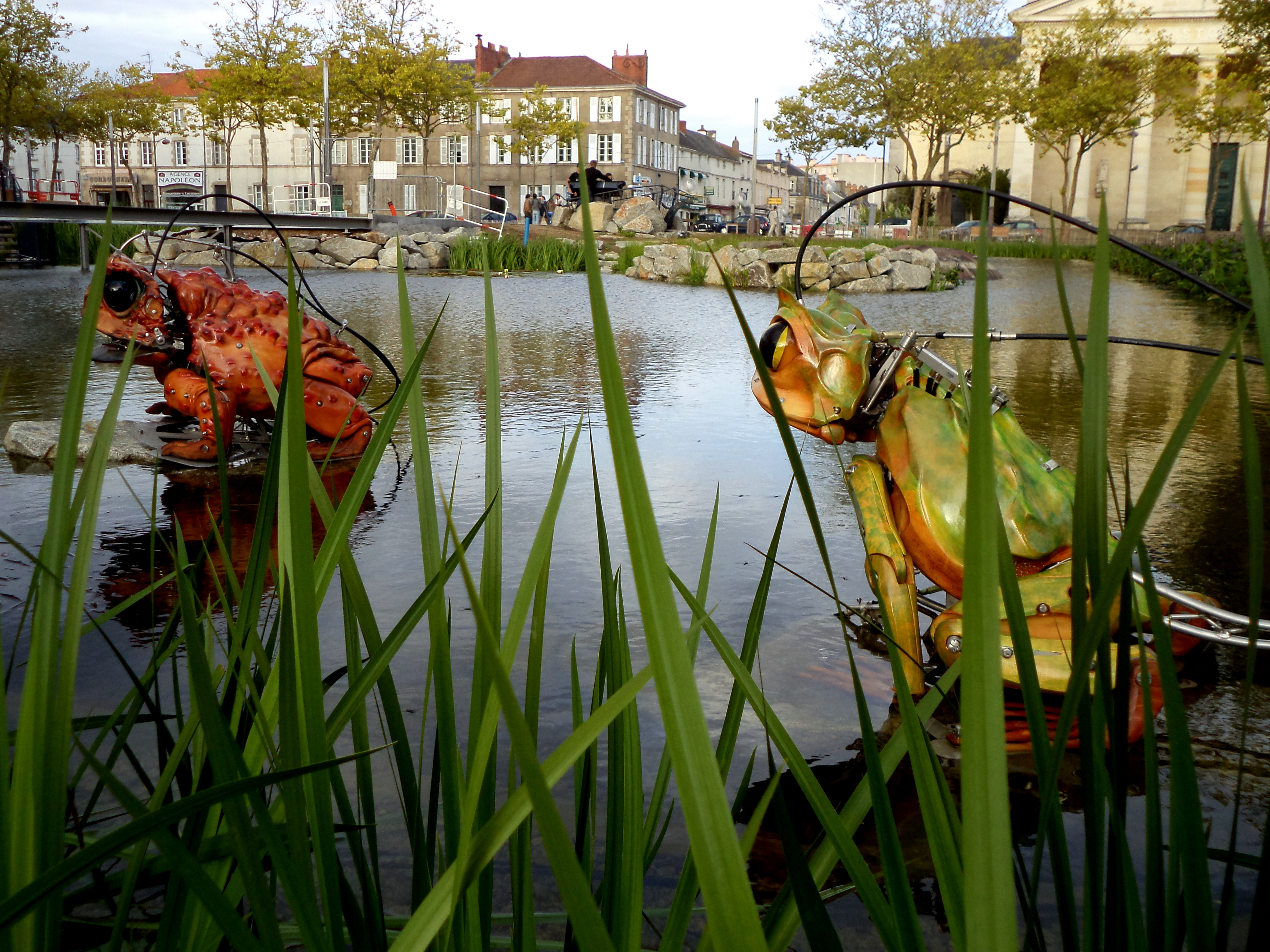
Animaux de la place Napoléon à La Roche-sur-Yon.
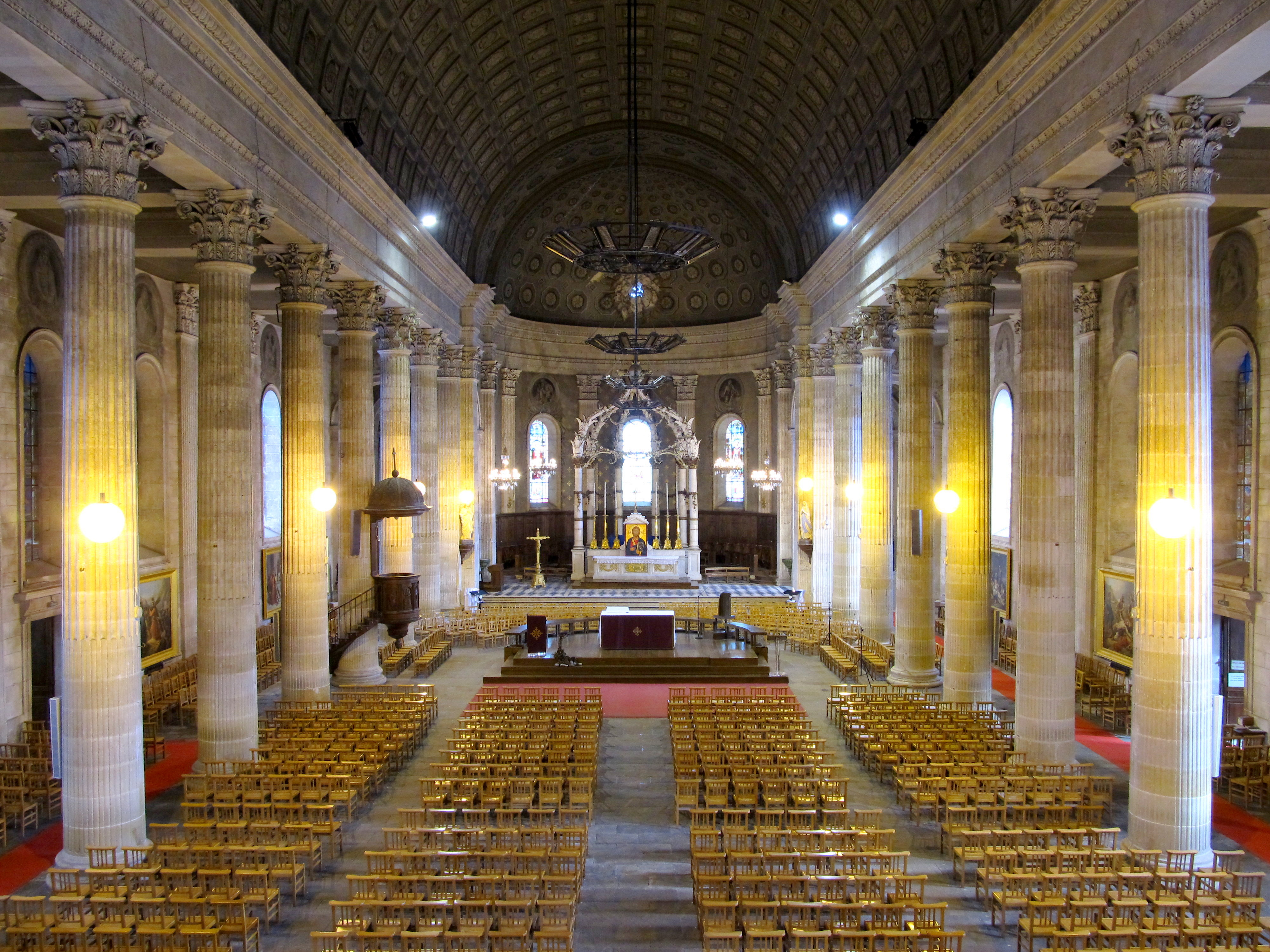
Église Saint-Louis de La Roche-sur-Yon depuis l'orgue.
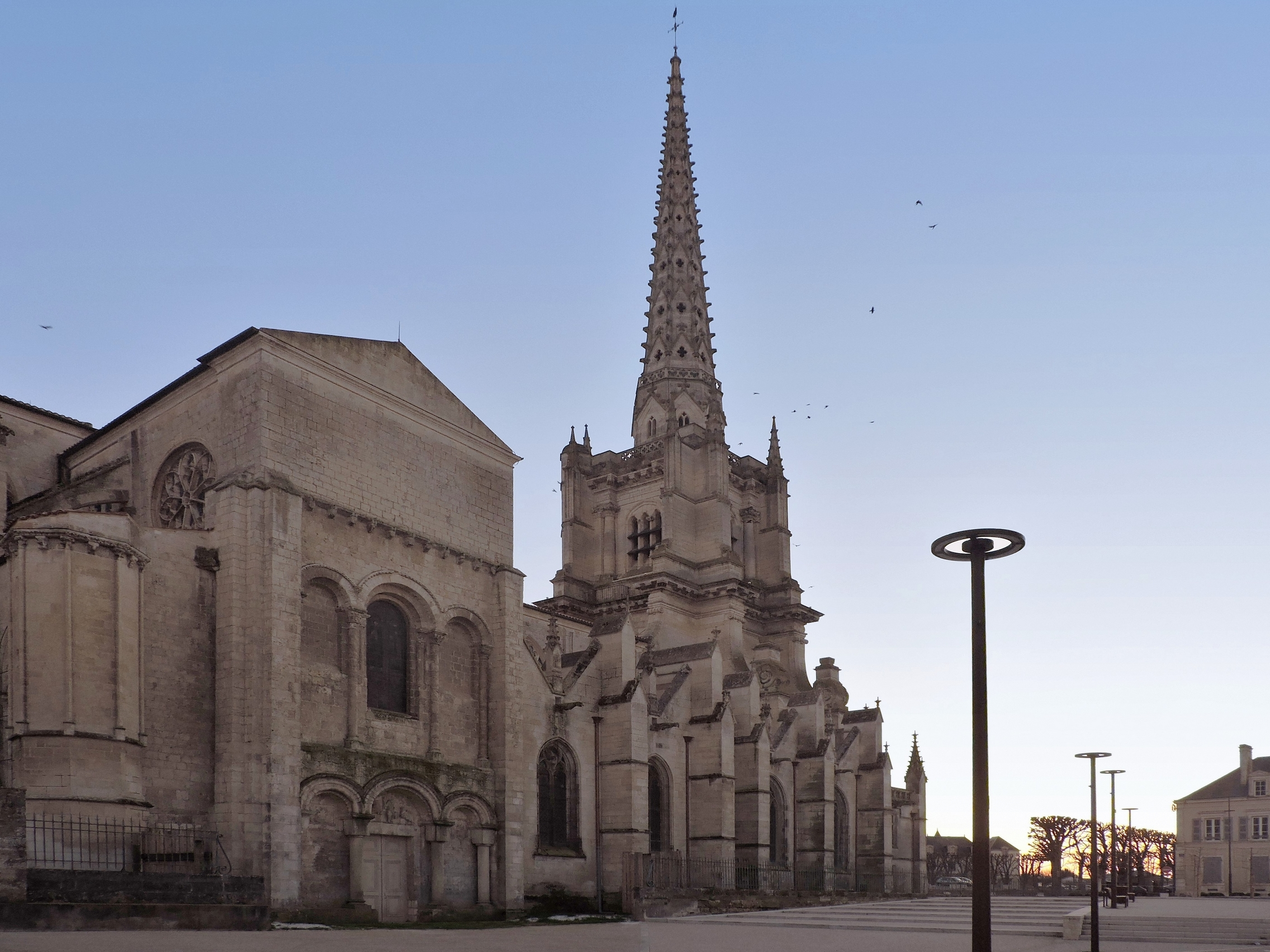
La Cathédrale Notre-Dame-de-l'Assomption de Luçon.
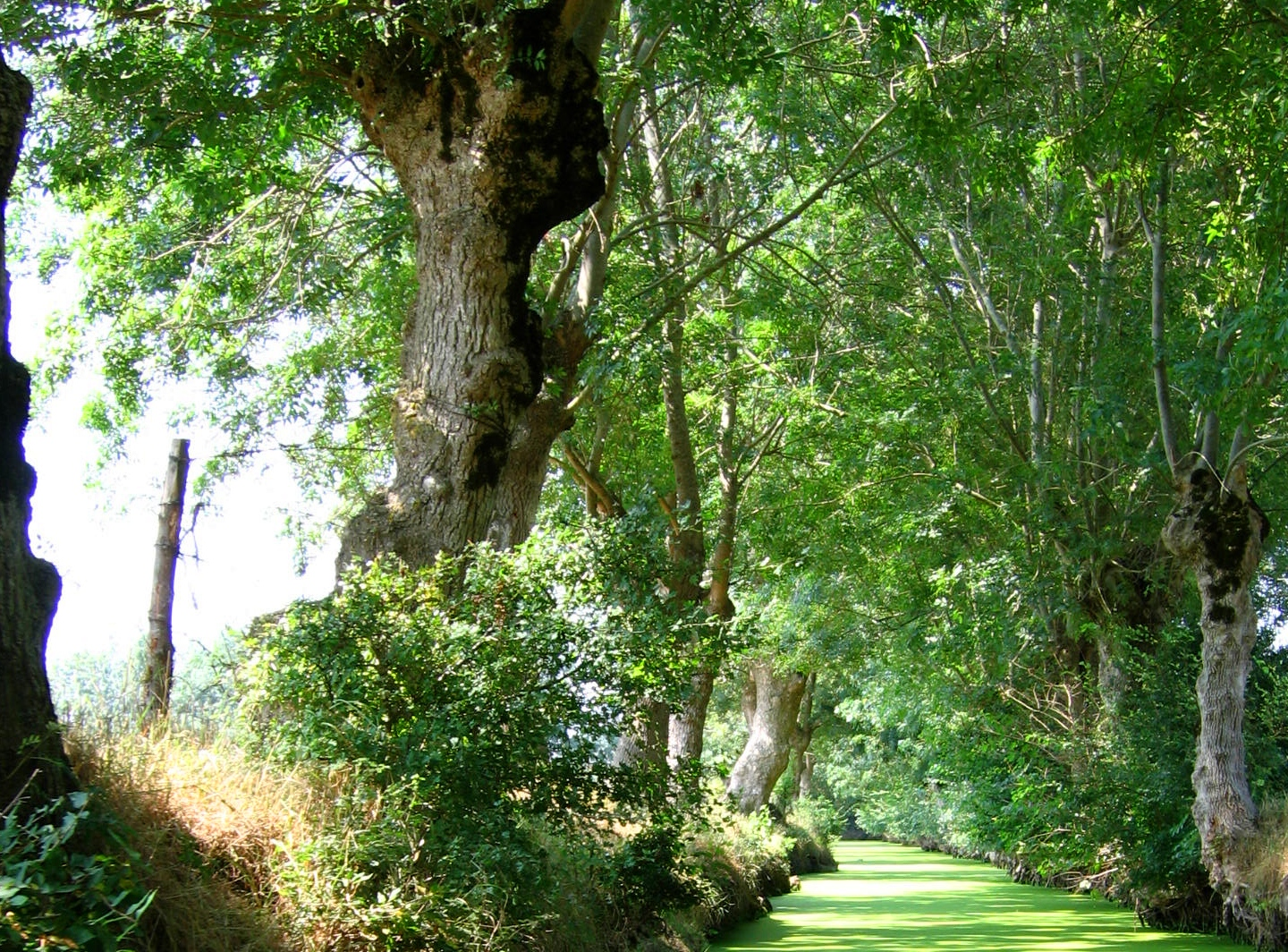
Le marais poitevin.
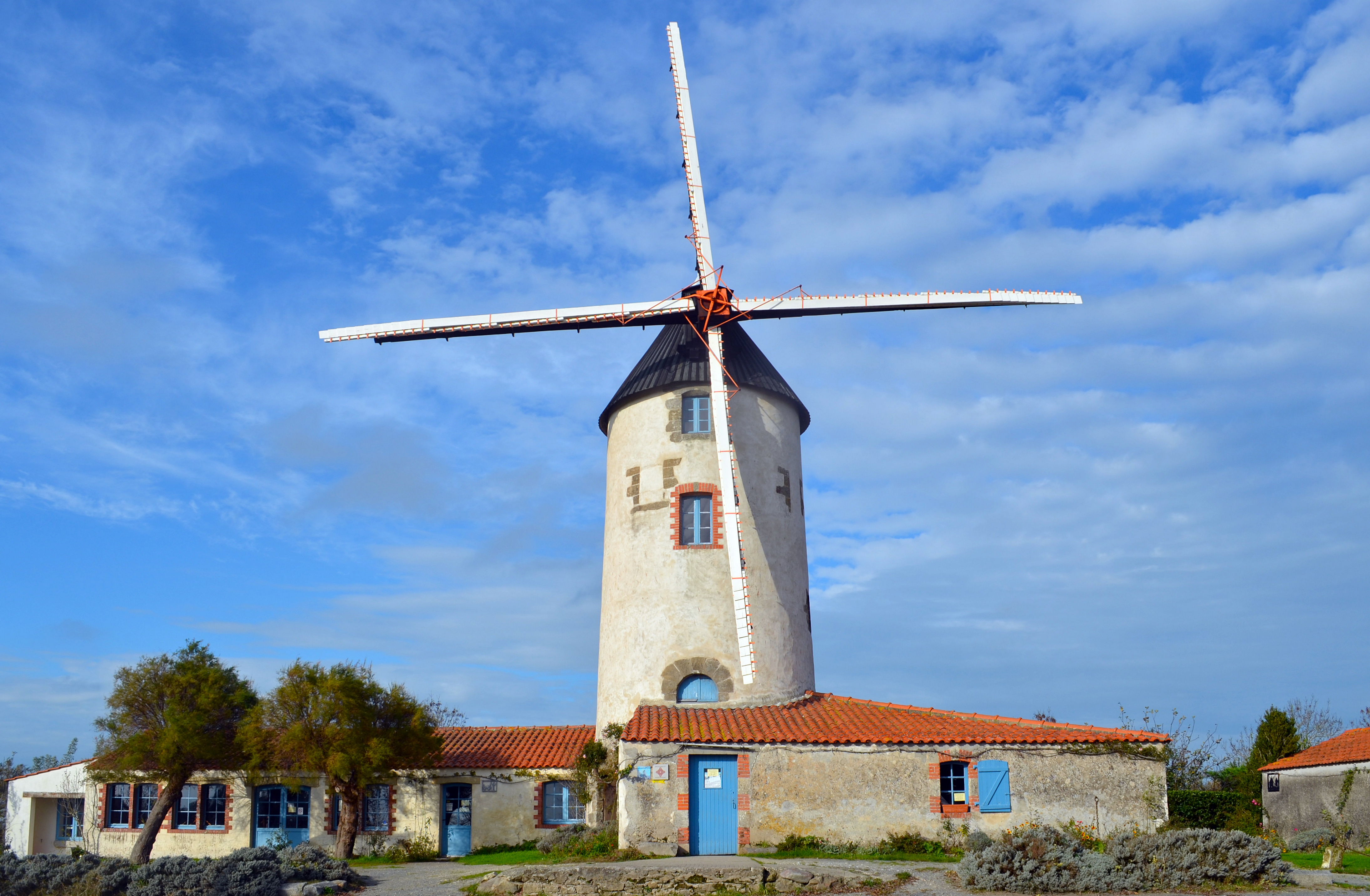
Le moulin de Rairé.
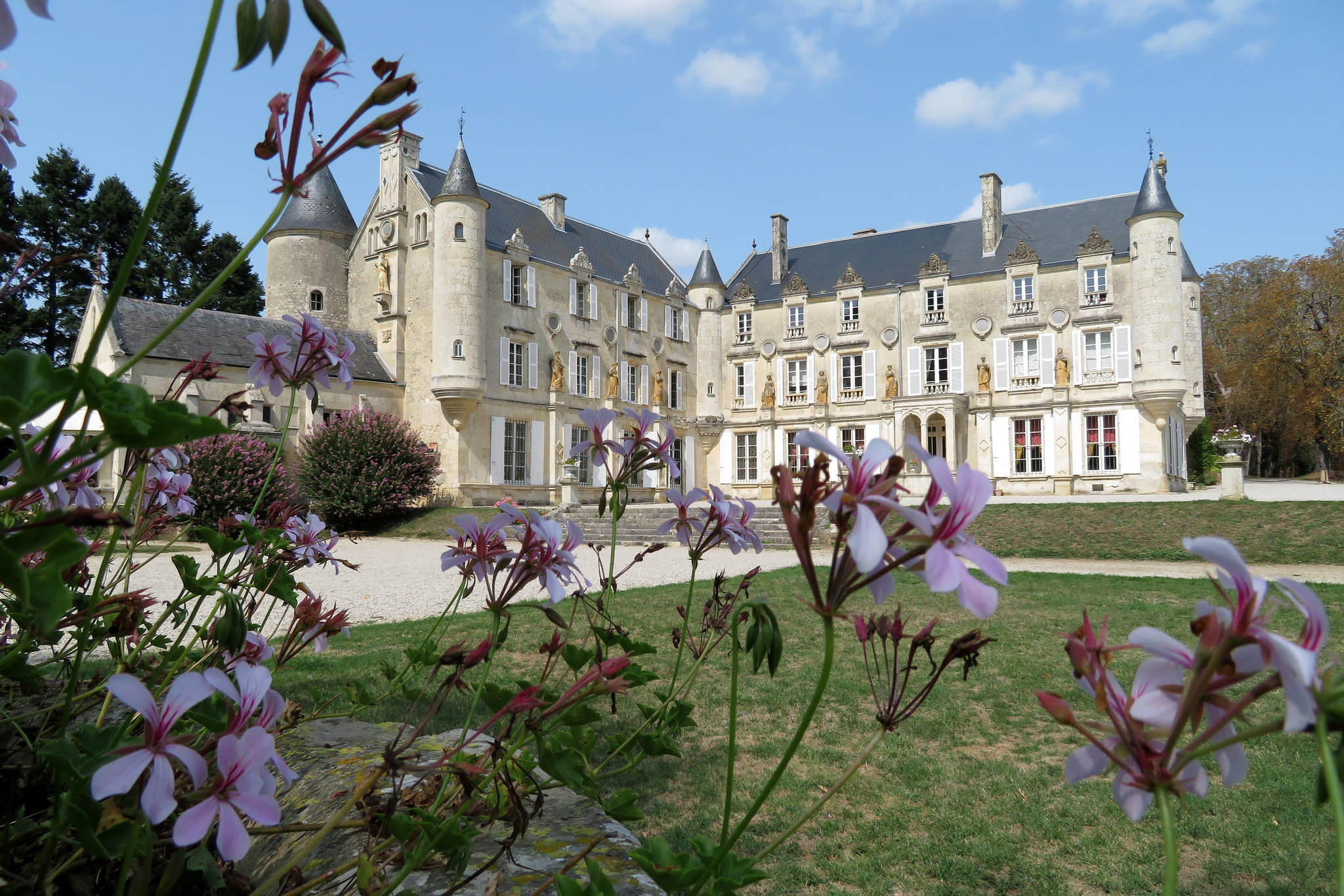
Le château de Terre-Neuve à Fontenay-le-Comte.
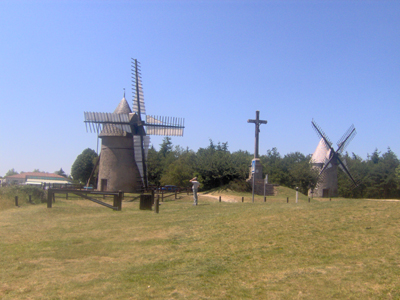
Le Mont des Alouettes aux Herbiers.

Le centre minier de Faymoreau accueille 26 000 visiteurs par an, il retrace l'histoire du bassin houiller de Faymoreau exploité pendant près de deux siècles, jusqu'en 1958.
Vendée Miniature est la reconstitution d'un véritable village vendéen des années 1920. Le village est à l'échelle 1/10e avec un train miniature à vapeur, plus de 650 personnages, 30 commerces et métiers représentés,.

### Agroalimentaire

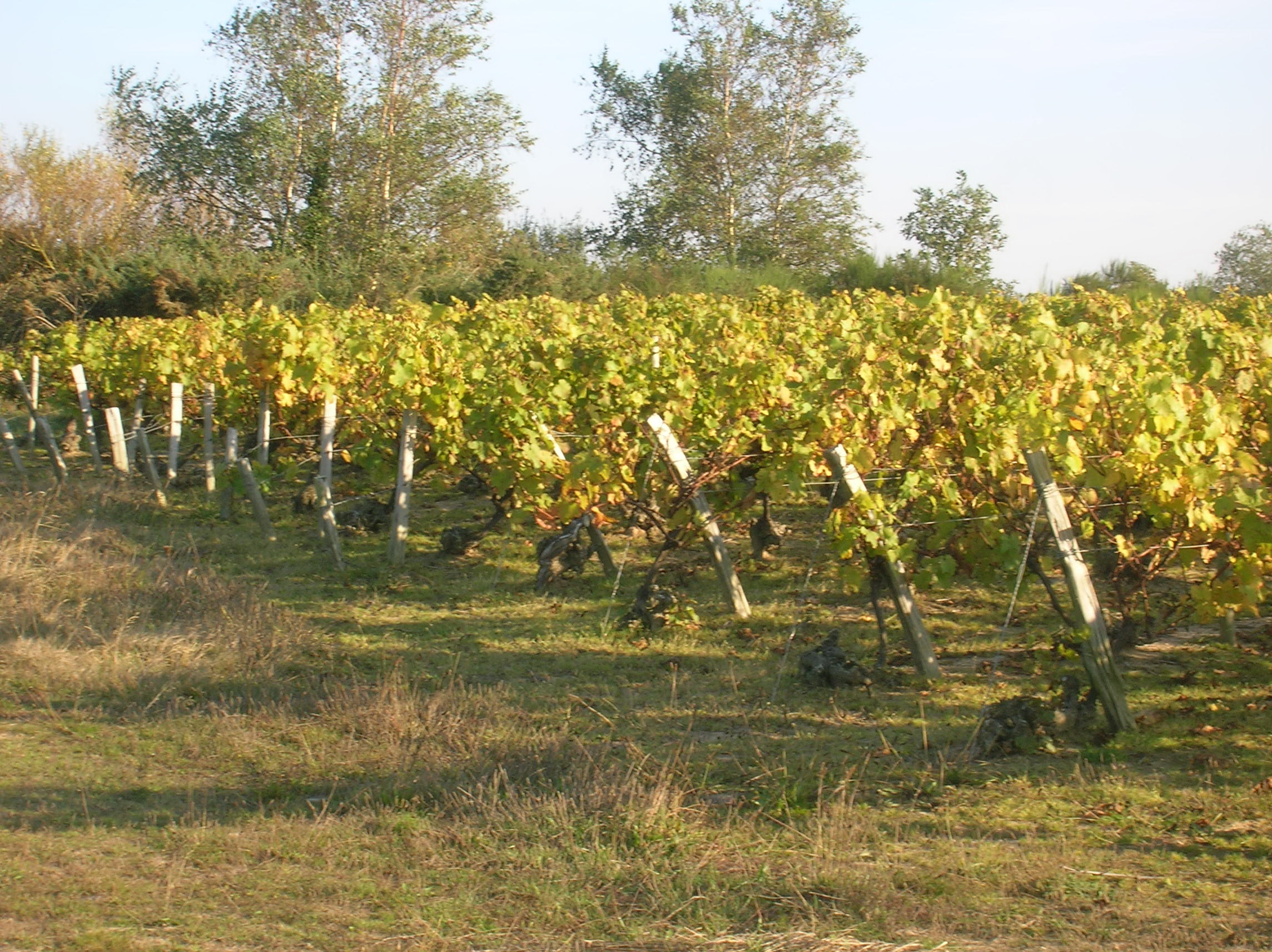
Vignes de Brem-sur-Mer.

La Vendée est un département rural où l'agriculture occupe une place importante notamment l'élevage (exemple : poulet de Challans, etc.) et l'aviculture. C'est pourquoi de nombreuses entreprises agroalimentaires ont vu le jour dans le département. Certaines ont tiré parti de traditions culinaires locales, comme la brioche vendéenne ou gâche, pour ensuite étendre leur gamme de produits. On remarque notamment la forte implantation de Fleury Michon, d'Arrivé, de la Sodebo, de la Boulangère, de la Fournée Dorée et les jambons de Vendée. Les principales spécialités vendéennes sont : la mogette, la bonnotte (pomme de terre de Noirmoutier), la brioche et la gâche Vendéenne, le préfou, la trouspinette (apéritif de Vendée) et enfin les fruits de mer. Le Vendée Cola est créé en 2008.

### Pêche
La Vendée compte plusieurs grands ports de pêche, le premier étant celui des Sables-d'Olonne qui se classe au 6e rang des ports de pêche français. Autre port important, Saint-Gilles-Croix-de-Vie est le premier port de pêche de France pour la sardine. De même la tradition de la pêche est fortement implantée à l'Ile d'Yeu. N'oublions pas également le rôle croissant de la pisciculture et de l'ostréiculture (huître de Vendée-Atlantique de Noirmoutier à Bouin). Le secteur de la pêche génère en Vendée plus de 4 000 emplois à terre et 1 400 emplois en mer.

### Industrie de la plaisance
La Vendée est le département d'origine de l'entreprise Bénéteau S.A. qui est le premier constructeur mondial de voiliers (bateaux de plaisance). Son siège social se situe à Saint-Gilles-Croix-de-Vie mais de nombreuses usines sont réparties en Vendée et dans le monde. Il a notamment repris dans les années 1990 son principal concurrent, Jeanneau, situé aux Herbiers (Vendée). Le département s'est également servi de la course de voile du Vendée Globe comme vitrine, plusieurs entreprises vendéennes ayant sponsorisé des participants. D'autre part, la Solitaire du Figaro, équipée de voiliers Bénéteau, fait régulièrement étape dans les ports vendéens.

### Grandes entreprises
Autrefois sources importantes d'emplois pour les ruraux du département au XXe siècle, les industries du textile et de l'habillement ont été laminées par la concurrence internationale mais le département est actuellement riche d'un tissu industriel diffus et diversifié ou se mélangent des entreprises du secteur agroalimentaire et des entreprises de haute technologies en passant par la construction modulaire et navale.
On dénombre ainsi 36 entreprises réalisant un chiffre d'affaires de plus de 100 millions d'euros et 57 dont le chiffre d'affaires est compris entre 50 et 100 millions d'euros. Les dix plus importantes, classées par ordre décroissant de chiffre d'affaires sont :
- Schenker France (Montaigu-Vendée), transports routiers (1 381 M€)[32] ;
- SPBI Jeanneau (Dompierre-sur-Yon), constructions navales, filiale de Groupe Beneteau (819 M€)[33] ;
- Fleury Michon (Pouzauges), charcuteries et salaisons (705 M€)[34] ;
- Dachser France (Chanverrie), transports routiers (642 M€)[35] ;
- Arrivé Maître Coq (Saint-Fulgent), volailles (523 M€)[36] ;
- Sodebo (Montaigu-Vendée), plats cuisinés 410 M€)[37] ;
- Atlantic (société française de développement thermique) (La Roche-sur-Yon), chauffage électrique (409 M€)[38] ;
- K-LINE groupe Liebot (Les Herbiers), menuiseries aluminium (306 M€)[39] ;
- VM Distribution du groupe Herige (L'Herbergement), matériaux de construction (301 M€)[40] ;
- Prima Groupe Liebot (Les Herbiers), menuiseries aluminium (266 M€)[41].

On trouve le fabricant d'électroménager Esswein (spécialisé dans la fabrication de lave-vaisselle), le leader français du matériel thermique et aéraulique Atlantic, le fabricant national de modules préfabriqués Yves Cougnaud, le groupe Beneteau  dont Bio Habitat, Akena (premier fabricant national de vérandas dont le siège est à La Roche-sur-Yon), Concept Alu (fabricant de fenêtres et vérandas sur les pays de la Loire et la Bretagne), et Samro (leader français et top 10 européen, constructeur de remorques et semi-remorques).
Il faut également noter la présence à La Roche-sur-Yon d'une usine Michelin (dont le siège social se trouve à Clermont-Ferrand).

## Politique et administration

### Politique
Les personnalités exerçant une fonction élective dont le mandat est en cours et en lien direct avec le territoire du département de la Vendée sont les suivantes :
| Élection                                   | Circonscription                        | Fonction                           | Nom              | Tendance politique | Tendance politique | Début de mandat   | Fin de mandat |
| ------------------------------------------ | -------------------------------------- | ---------------------------------- | ---------------- | ------------------ | ------------------ | ----------------- | ------------- |
| Départementales                            | Cantons de la Vendée                   | Président du conseil départemental | Alain Lebœuf     |                    | LR                 | 1er juillet 2021  | mars 2028     |
| Législatives                               | Première circonscription de la Vendée  | Député                             | Philippe Latombe |                    | LREM               | 19 juin 2022      | juin 2027     |
| Législatives                               | Deuxième circonscription de la Vendée  | Députée                            | Béatrice Bellamy |                    | LREM               | 19 juin 2022      | juin 2027     |
| Législatives                               | Troisième circonscription de la Vendée | Député                             | Stéphane Buchou  |                    | LREM               | 19 juin 2022      | juin 2027     |
| Législatives                               | Quatrième circonscription de la Vendée | Députée                            | Véronique Besse  |                    | DVD                | 19 juin 2022      | juin 2027     |
| Législatives                               | Cinquième circonscription de la Vendée | Député                             | Pierre Henriet   |                    | LREM               | 19 juin 2022      | juin 2027     |
| Sénatoriales (suffrage universel indirect) | Vendée                                 | Sénateur                           | Didier Mandelli  |                    | LR                 | 27 septembre 2020 | 2026          |
| Sénatoriales (suffrage universel indirect) | Vendée                                 | Sénateur                           | Bruno Retailleau |                    | LR                 | 27 septembre 2020 | 2026          |
| Sénatoriales (suffrage universel indirect) | Vendée                                 | Sénatrice                          | Annick Billon    |                    | UDI                | 27 septembre 2020 | 2026          |
| Régionales                                 | Vendée                                 | Conseiller Régional                | Bruno Retailleau |                    | LR                 | 18 décembre 2015  | 2021          |
| Présidentielle                             | France                                 | Président de la République         | Emmanuel Macron  |                    | LREM               | 24 avril 2022     | 2027          |

#### Tendances politiques

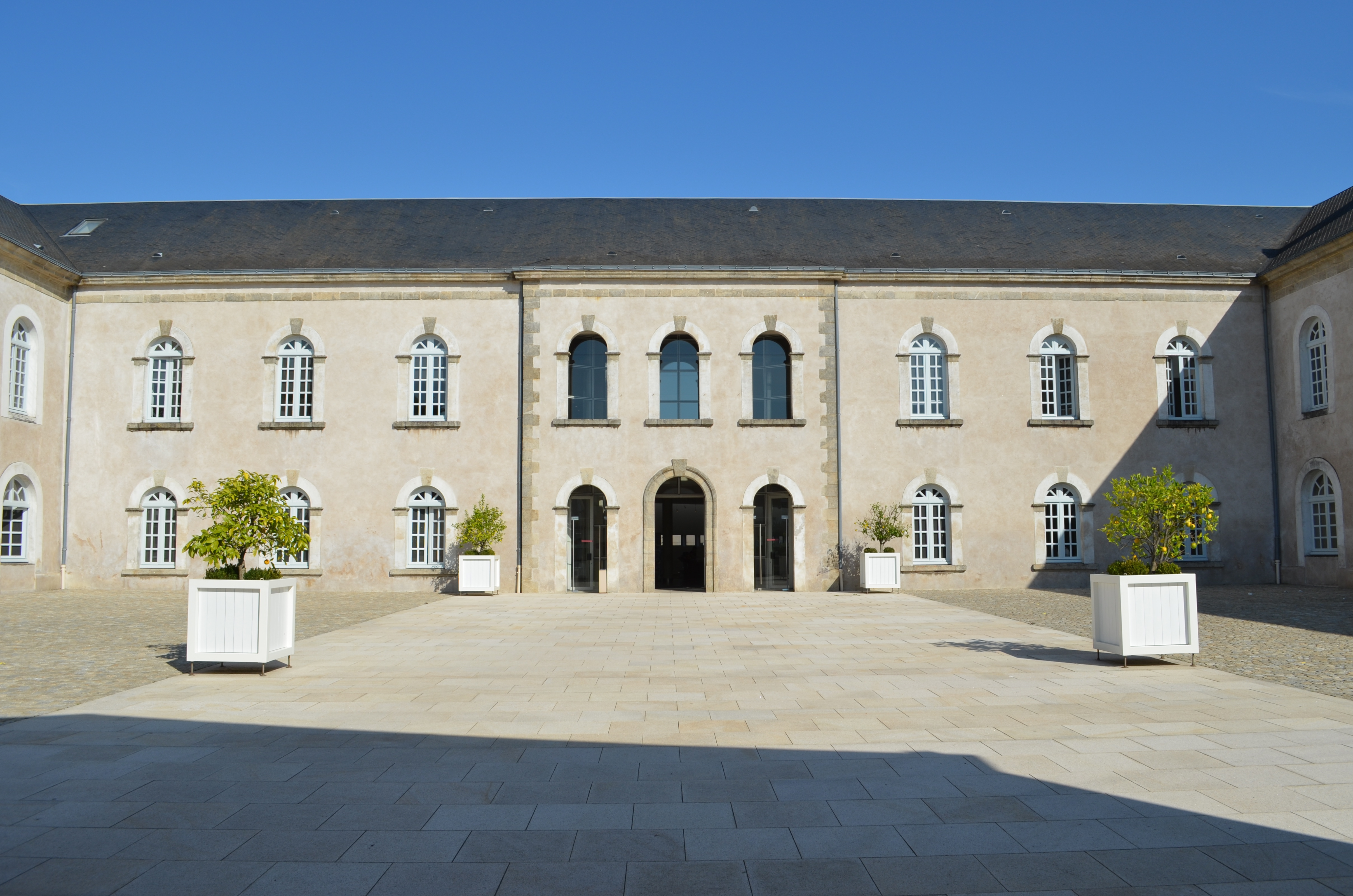
Façade de l'Hôtel du département à La Roche-sur-Yon.

Philippe de Villiers a présidé le Conseil départemental de la Vendée de 1988 à novembre 2010. Il reste parlementaire européen et président du Mouvement pour la France. Créateur du Puy du Fou, il a soutenu un grand nombre d'initiatives locales en Vendée, dont notamment la participation du conseil départemental au Vendée Globe, ainsi que le désenclavement routier.
Alain Lebœuf (LR) est à la tête du département depuis le 1er juillet 2021.
L'ancien maire de La Roche-sur-Yon, Jacques Auxiette, membre du Parti socialiste est devenu président du Conseil régional des Pays de la Loire.
Depuis les élections municipales et communautaires de 2014, le maire de La Roche-sur-Yon est Luc Bouard (Horizons), qui a ravi la mairie à Pierre Regnault, maire sortant socialiste.
En Vendée, le clivage gauche-droite s'enracine dans l'histoire : lors de la guerre de Vendée, la plaine et le marais poitevin étaient bien plus favorables à la Convention que le Bocage. La transformation de La Roche-sur-Yon en ville-préfecture par Napoléon Ier a nécessité l'installation de personnes venues de l'extérieur du département, probablement plus favorables aux idées de la Révolution.
Il subsiste toujours une rivalité entre les deux écoles (publique et privée).

#### Personnalités politiques

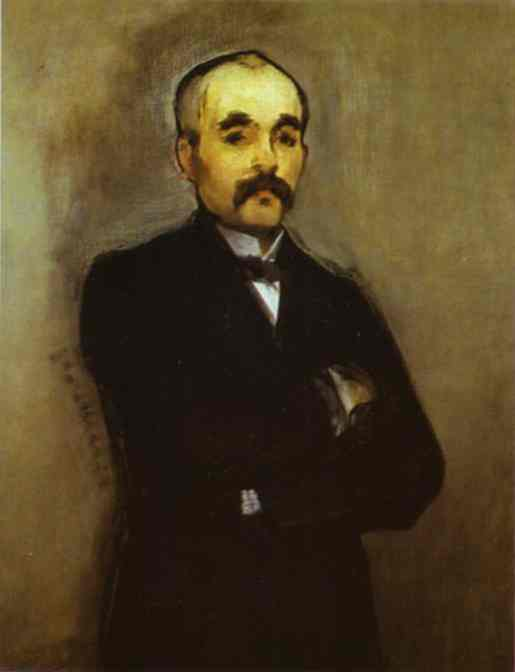
Georges Clemenceau peint par Édouard Manet.

- Georges Benjamin Clemenceau, né le 28 septembre 1841 à Mouilleron-en-Pareds, mort le 24 novembre 1929 à Paris, journaliste et homme politique français dit « Le Tigre » est enterré à Mouchamps au lieu-dit Le Colombier.
- Stéphane Piobetta, homme politique français (SFIO), écrivain et résistant, né le 22 juillet 1913 à La Roche-sur-Yon, mort en mai 1944 à Sant'Apollinare (Italie).
- Michel Crépeau, avocat et homme politique français, député-maire de La Rochelle et plusieurs fois ministre, né le 30 octobre 1930 à Fontenay-le-Comte et mort le 30 mars 1999 à Paris.
- Philippe de Villiers, né le 25 mars 1949 à Boulogne, haut fonctionnaire, homme politique et écrivain français portant le titre de vicomte en tant que chef de la famille Le Jolis de Villiers. Il fut président du conseil départemental de Vendée de 1988 à 2010 et député de la Quatrième circonscription de la Vendée pendant un total de quatorze ans. Il est aussi le créateur du parc d'attractions du Puy du Fou aux Épesses, construit autour d'un spectacle, La Cinéscénie, qu'il a créé en 1978, alors qu'il était sous-préfet du département.

### Poitou-Charentes et Vendée
Certain régionalistes poitevins considèrent que la Vendée a été séparée de sa région historique en 1956 lors de la création des régions programmes, puis de manière plus officielle en 1972 avec la création des régions administratives Poitou-Charentes et Pays de la Loire. Depuis, une revendication populaire existe pour que le département quitte la région Pays-de-la-Loire au bénéfice de Poitou-Charentes,,.
En janvier 1967, dans son ouvrage Décoloniser les provinces : conversations régionalistes en Poitou-Charentes, l'essayiste et collaborateur du Figaro Patrick de Ruffray écrit que « pour le Poitou-Charentes, [on aurait dû éviter] la sottise historique, géographique et humaine […] qui consiste à l’amputer de la Vendée tout entière ». Ayant reçu un exemplaire dédicacé, le général de Gaulle, alors président de la République, répond ainsi le 5 avril à son ami charentais : « votre livre Décoloniser les provinces éclaire de façon très pertinente un aspect essentiel du problème du développement de nos provinces ».
Au milieu des années 1980, l’association vendéenne Arantéle réalise un pin's pour revendiquer l'appartenance poitevine de la Vendée. Sur une carte représentant la région Poitou-Charentes à laquelle est rattachée le département de la Vendée, on peut y lire le slogan en poitevin « Vendaïe en Poétou ». À la fin des années 1980, l’Union pour la culture populaire en Poitou-Charentes-Vendée (UPCP) édite un autocollant composé du slogan « en Poitou de Noirmoutiers… à Charroux » et d'une carte du Poitou réunifié représentant les départements de la Vienne, des Deux-Sèvres et de la Vendée. Vers 1989-1990, cette même association imprime et diffuse une affiche clamant en gros caractères le slogan « Poitou Charentes Vendée, une région ! »,.

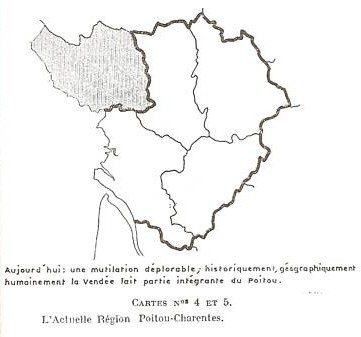
Carte du Poitou-Charentes séparé de la Vendée, commentée par de Ruffray en 1967.
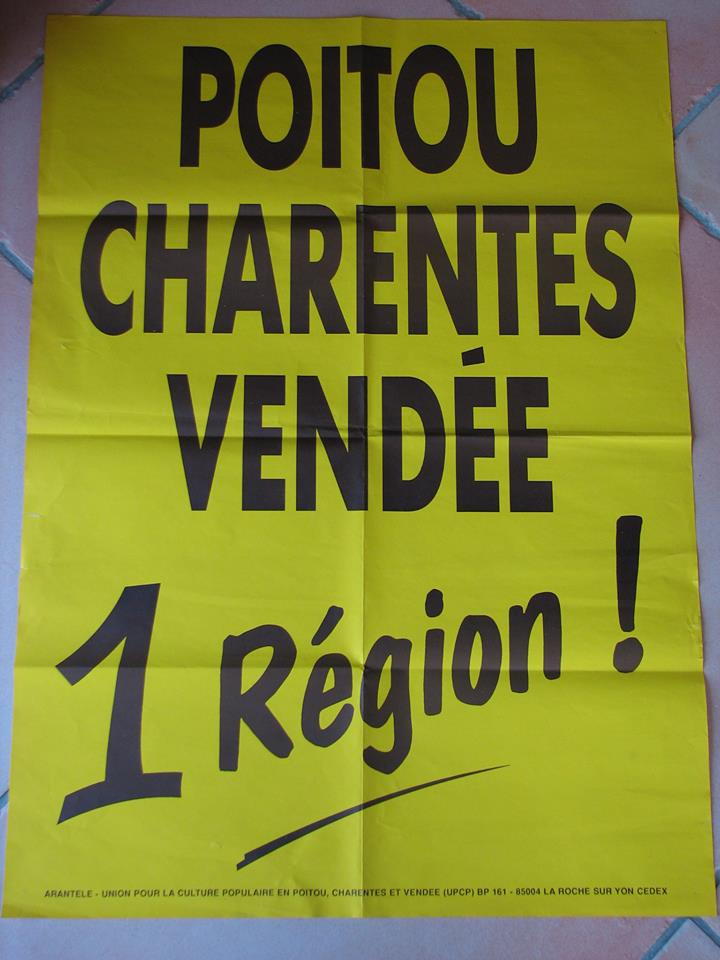
Affiche politique du début des années 1990.

En juillet 1997, l'ancien président du conseil régional de Poitou-Charentes Louis Fruchard, dans son livre Histoire culturelle du Poitou, évoque en ces termes la séparation de la Vendée du reste du Poitou au moment de la création de la région Poitou-Charentes : « En 1960, une main anonyme a cru devoir amputer d’un tiers la province. Si notre identité avait été plus affirmée on n’aurait pas osé faire cela. Le préjudice est considérable. Mais, si le Poitou est affaibli, il ne cesse pas pour autant d’exister. On ne supprime pas d’un trait de plume le poids de l’histoire ni l’ensemble des liens immatériels qui réunissent des centaines de milliers d’hommes ».
En mai 2004, le premier ouvrage consacré à cette revendication est publié : dans « La fin des Pays-de-la-Loire : réunifions la Vendée et le Poitou ! », l'avocat au barreau de La Roche-sur-Yon Raoul-François Mestre propose de faire des régions « de taille européenne certes, mais aussi des régions cohérentes ancrées dans une identité et une histoire ».
Le 5 avril 2014, alors que le débat sur la réforme territoriale a cours, 40 associations votent avec l'UPCP une motion pour une région administrative Poitou-Charentes-Vendée. Elles demandent d'en tenir compte dans les futurs découpages territoriaux et de « saisir cette occasion historique de réunifier cet ensemble entre Loire et Gironde »,,. En novembre, la publication de l'étude « Poitou-Charentes en Aquitaine !...Et la Vendée aussi ! » replace le sujet dans l'actualité. C'est « un ouvrage qui revêt une dimension politique », selon la journaliste Michèle Méreau, « dans la mesure où il défend des idées que certains hommes politiques élus de la Nation ont défendues par le passé ». L'ethnographe Éric Nowak y défend l'idée d'une réunification du Poitou au sein d'une future grande région Aquitaine. Pour ce travail collectif « bien documenté », il s'entoure de 15 personnalités de la région, associatives ou universitaires : linguistes, historiens, géographes, urbanistes, avocats ou encore ingénieurs,,,,,.
Le 16 janvier 2015, la réforme territoriale entre en vigueur ; elle aboutit le 1er janvier 2016 à la fusion de la région Poitou-Charente avec l'Aquitaine et le Limousin. Éric Nowak « salue la création de la nouvelle grande région et ajoute que ça serait encore mieux si la Vendée pouvait suivre. Les choses ne sont pas encore figées. Il y a le droit d'option qui permet à un département de changer de région ».
En mai 2021, un sondage est initié par l'Institut français d'opinion publique (IFOP) sur un possible rattachement de département de la Vendée à la région Nouvelle-Aquitaine dans le cas où la région Pays de la Loire serait démantelée. Le sondage révèle que 60 % des Vendéens interrogés seraient opposés au rattachement de leur département à la région Nouvelle-Aquitaine. Les deux tiers des sondés (64 %) seraient, cependant, favorable à ce que la Vendée devienne un « département-région » si les Pays de la Loire venaient à disparaître.

## Culture
Il existe plusieurs groupes de musique traditionnelle comme Arbadétorne, le duo Bertrand ou Ecclerzie, formés de sonneurs de veuze (cornemuse du sud de la Bretagne et du marais breton-vendéen) de vielle à roue et autres instruments. Les danses et chants traditionnels vivent toujours grâce à d'autres groupes, comme les Gâs d'la Pierre Virante, originaires de Xanton-Chassenon.
Les guerres de Vendée sont le sujet de Quatrevingt-treize, le dernier roman de Victor Hugo.
Dans les écrits de Karl Marx portant sur les luttes révolutionnaires dans divers pays, l'auteur utilise le terme « une Vendée » pour désigner un « foyer d'activités contre-révolutionnaires persistantes ».

### Gentilé
Les habitants de la Vendée sont les Vendéens. On les surnomme souvent les « Ventres à choux » : certains expliquent ce surnom par de prétendues anecdotes rapportées des guerres de Vendée. À cette époque, lorsque les Vendéens en embuscade apercevaient un groupe de soldats républicains, le cri de « Ventre à choux » faisait coucher les combattants dans les sillons de choux qui les dissimulaient jusqu'au moment de l'attaque.
D'autres assurent qu'en s'emparant des bébés vendéens, les troupes républicaines ont été fort surprises de constater qu'ils avaient sur le ventre une sorte de pansement constituée de feuilles de choux. Les feuilles de choux étaient utilisées par les mères pour la cicatrisation du nombril. Le chou est astringent.
On peut aussi y voir une expression de dédain (l'identité du citadin nantais s'élabore entre autres en regard du « ventre-à-choux » vendéen, du campagnard) envers une population rurale ayant l'habitude de consommer le chou à une époque où ce végétal était destiné essentiellement au bétail.
Une autre explication est qu'au début du XXe siècle beaucoup de Vendéens du bocage émigrèrent vers la Charente. Les fermes de Charente manquaient en effet de main-d'œuvre. Les Vendéens apportaient avec eux leur bétail et leurs modes de cultures. Parmi celles-ci, le fameux chou fourrager, dont ils plantaient de grandes quantités pour leurs bovins. Les Charentais supputèrent que ce devait être là une de leurs principales sources d’alimentation, « des ventres à choux, ces gens-là ! ».

### Gastronomie
Côté Atlantique on trouve : des huîtres Vendée-Atlantique, des moules de bouchot de L'Aiguillon-sur-Mer, des sardines de Saint-Gilles-Croix-de-Vie ou encore des crevettes, anchois, bar, sole, maquereau, etc. Quelques plats mijotés sont typiques de la région comme le ragoût de margates (encornet de seiches).
On peut consommer, froid ou poêlé, le foie gras dont la Vendée est le troisième département producteur français avec 13 % de la production nationale en 2011 derrière les Landes et les Pyrénées-Atlantiques mais devant le Gers. En plat de résistance, le plat typique est le jambon de Vendée-mogette, des haricots blancs à déguster avec une tranche de jambon de Vendée saisie à la poêle ou encore grillée. On peut aussi citer le magret de canard de Challans, servi avec des bonnottes de Noirmoutier, une variété de pommes de terre. De même, le poulet noir et le chapon de Challans sont tous deux réputés pour leur chair fine. Pour les vins, les fiefs-vendéens sont des appellations d'origines contrôlées depuis le 10 février 2011, et sont élaborés à Vix, au pays de Brem-sur-Mer, à Mareuil-sur-Lay et à Pissotte. On trouve, en Vendée et aussi en Poitou, un apéritif à base de pousses de prunellier macérées dans du vin et de l'eau de vie : la trouspinette. On peut aussi citer la brioche vendéenne, les caillebottes (lait caillé) ou le préfou, un pain baguette garni de beurre aillé, servi chaud à l'apéritif de préférence. Également célèbre, la gâche de Vendée, traditionnellement fabriquée à Pâques, ressemble à de la brioche mais plus compacte. Le gâteau minute du Marais Poitevin s'apparente au quatre-quarts mais plus léger et de longue conservation, donc prêt à servir à la minute.

### Langue
La langue est le poitevin, ou parlanjhe, dont le premier dictionnaire est celui de Charles Mourain de Sourdeval publié en 1847. Le parlanjhe est encore vivace, surtout dans les campagnes. Cependant, de nos jours, il se limite surtout à de simples expressions et est souvent dérivé du français courant.

## Emblèmes et symboles

Le cœur vendéen, symbole de la Vendée.

### Devise
En janvier 1943, Jacques de Maupeou, directeur de la Revue du Bas-Poitou, lance un concours destiné à offrir un emblème à la Vendée à l'occasion des 150 ans de l’insurrection de 1793.
Utrique Fidelis (Fidèle à l’un et à l’autre), sous entendu à Dieu et au Roi : la devise officielle de la Vendée a été homologuée lors de la séance du 20 octobre 1943 par la commission des sceaux et armoiries de l'État à la suite d'une requête du Conseil Général de la Vendée de l’époque.

### Blason
| Blason | Blasonnement : « D'argent au double cœur vidé, couronné et croiseté de gueules, à la bordure componée d'azur à la fleur de lys d'or et de gueules au château donjonné de trois tourelles aussi d'or. » |

### Drapeau

Drapeau vendéen.

L'identité visuelle du département de la Vendée est l'œuvre du Français Michel Disle.